# Klingendes Österreich/Episodenliste
Diese Episodenliste enthält alle Folgen der seit dem 10. Juni 1986 ausgestrahlten Fernsehserie Klingendes Österreich.

## 1986
| Folge | Titel                                    | Erstausstrahlung   | Handlungsorte                          | Beteiligte Interpreten |
| ----- | ---------------------------------------- | ------------------ | -------------------------------------- | --- |
| 1     | Dem Inn entlang – Vom Engadin bis Passau | 10. Juni 1986      | Inn                                    | Stadtmusikkapelle Landeck, Geschwister Troppmair, Heacha Sepp'n mit'n Lois und mit'n Sepp vom Schneiderhäusl, Stadtmusikkapelle Kufstein, Geschwister Unterer, Tiroler Kirchtagmusig, Ebbser Kaiserklang, Pongauer Flügelhorn-Duo, Saalfeldner Maultrommler, Leitn Toni und sei Bua, Pongauer Okarinamusi, Trachtenmusikkapelle Obernberg, Hohenzeller Zeche, 1. Innviertler Bauernkapelle Solinger, Geschwister Simböck |
| 2     | Im Ausseerland                           | 15. Juli 1986      | Ausseerland, Steirisches Salzkammergut | Salinenmusikkapelle Altaussee, Flügelhornduo Rust, Ausseer Bradlmusi, A-Cappella-Chor Villach, Heanzn-Quartett, Familie Stenitzer, Katschtaler Quartett, Altausseer Schützenmusi, Strassner Pascher, Goiserer Bauernkapelle |
| 3     | Über die Almen                           | 5. August 1986     | Vorarlberg, Tirol, Südtirol, Salzburg  | Flügelhornduo Nolf Vonblon, Schwaiber Musikanten, Geschwister Bilgeri, Montafoner Alphornbläser, Gerstbodner Tanzmusi, Familie Jordan, Zauchenseer Viergesang, Geschwister Schmiderer, Bauernkapelle Braz, St. Antoner Tanzlmusi |
| 4     | Kärnten am See                           | 23. September 1986 | Wörthersee, Klagenfurt                 | Eisenbahnerquintett Villach, Grenzlandchor Arnoldstein, Volkstanzgruppe Neusiedl, Familie Kezar, Stadtkapelle Klagenfurt, MGV Obermillstatt, Zwanzleitner Musi, Gmündner Mädchenterzett, Mooskirchner Altsteirer, Wernberger Buam |
| 5     | Most, Wein, Erntedank                    | 21. Oktober 1986   | Von Kremsmünster nach Wien             | Geschwister Bräuer, Singkreis Spitz-Donau, Geigenmusi Welser Rud, Dudelsackgruppe Lughofer, Maultrommler HS Molln, Duo Hodina-Reiser, Waldkirchner Rud, Volkstanzgruppe Herzogenburg, Falkensteiner Quintett, Wiener Schrammelquartett, Dreiviertel Musikanten, Graslgeiger, Stadtkapelle Melk, Marktmusikkapelle Kremsmünster                                                                                           |
| 6     | Herbst im Südburgenland                  | 8. Dezember 1986   | Südburgenland                          | Duo Kaiser-Haberler, Donnerskirchner Bläsergruppe, Hauptschulchor Kohfidisch, Wiesenthal Trio, Ollersdorfer Dreigesang, Türkenpfeifer, ungarische Volkstanzgruppe Oberwart, Blechpartie Heiligenkreuz, Stadtkapelle Güssing, Quartett Ranten, Doppelsextett Velden |

## 1987
| Folge | Titel                                                         | Erstausstrahlung   | Handlungsorte                            | Beteiligte Interpreten |
| ----- | ------------------------------------------------------------- | ------------------ | ---------------------------------------- | --- |
| 7     | Wie es war 1986 – Aus Salzburg                                | 31. März 1987      | Salzburg                                 | St. Ulricher Viergesang, Ausseer Bradlmusi, Strassner Pascher, Kirchtagsmusi, Stadtmusikkapelle Landeck, Wiener Schrammel-Quartett, Heacha Seppn |
| 8     | Der Salzach entlang – Vom Ursprung bis zur Mündung in den Inn | 9. Juni 1987       | Salzach, Pinzgau bis Innviertel          | Mitterhögl Hausmusik, Familie Dengg, Flügelhorn-Duo Moser-Knoflach, Bürger- und Trachtenmusikkapelle Mittersill, Trachtenmusikkapelle Werfenweng, Hammerschmiedmusi, Blühnbacher Zwoagsang, Außerfeldner Tanzlmusi, Trachtenmusikkapelle Kuchl, Volkstanzgruppe Jung Alpenland, Salzburger Volksliedchor, Flachgauer Musikanten, Lohnsburger Landlermusi, Piesenhamer Dreigesang                             |
| 9     | Durch die Bucklige Welt zum Neusiedler See                    | 28. Juli 1987      | Bucklige Welt, Neusiedler See            | Marktkapelle Aspang, Lehrerterzett Bucklige Welt, Pittentaler Dirndln, Evelyn Feichter, Geschwister Gaugl, Volkstanzgruppe Sing und Spielkreis Hartberg, Singkreis Köttmannsdorf, Bläserkreis der Musikschule Mattersburg, Männergesangsverein Mörbisch, Jugendkapelle Neckenmarkt, Zitherquartett Manfred Schuler, Blaskapelle Sufanka, Gradwohl Trio, Vorauer Wurzhornbläser                               |
| 10    | Wald, Berg und Tal                                            | 25. August 1987    | Bregenzerwald, Zillertal, Vinschgau      | Tuxer Sänger, Malser Viergesang, Volksmusikgruppe Schwarzenberg, Haslacher Dreigesang, Viergesang HS Egg, Geschwister Troppmaier, Rittner Buam, Algunder Flügelhorntrio, Schwendberger Hochzeitsmusi und Harfenduo Steinberger-Daigl |
| 11    | Rund um den Großglockner                                      | 29. September 1987 | Salzburg, Kärnten, Glocknergruppe        | Trachtenmusikkapelle Fusch, Trachtenmusikkapelle Bruck, Stubnmusi Kalcher, Saalfeldner Dreigesang, Volkstanzgruppe Pinzgau, Bläserquartett Zell/See, Singkreis Porcia, Großkirchheimer Kirchtagsmusi, Harmonikaduo Doris und Herbert, Stanglwirts Familie, Großkirchheimer Doppelsextett, Großglocknerkapelle Kals, Osttiroler Viergesang, Duo Veider-Wibmer, Grittldorfer Musikanten, Lienzer Kirchenbläser |
| 12    | Alte Steine, Junge Weine                                      | 3. Oktober 1987    | Steirische Weinstraßen                   | Zollwachemusik Steiermark, Volksmusik Strunz, Erzherzog-Johann-Quintett St. Veit Vogau, Familiengesang Safran, Singkreis Wolfsberg, Quintett MGV Jakling, Sunnseit‘n Terzett, Wolfsberger Geigenmusik, Volkstanzgruppe Friesach, Geschwister Safran, Trachtenmusikkapelle Lavamünd, Geschwister Smrtnik, St. Nikolaier Altsteirer                                                                            |
| 13    | Viertelweis nach Wien                                         | 17. November 1987  | Plöckenstein, Raabs, Haslach, Retz, Wien | Gressn Klarinettenmusi, Kinderchor MS Freistadt, Quartett des Retzer Männergesangvereins, Chor Hauptschule Gmünd, Böhmerwaldduo, Volkstanzgruppe Klosterneuburg, Stadtkapelle Weitra, Malat Schrammeln, Volksmusiktrio Klosterneuburg, Philharmonia Schrammeln, Stadtmusik Wien |

## 1988
| Folge | Titel                                             | Erstausstrahlung   | Handlungsorte                                              | Beteiligte Interpreten |
| ----- | ------------------------------------------------- | ------------------ | ---------------------------------------------------------- | --- |
| 14    | Wie es war 1987 – Aus Graz                        | 8. März 1988       | Graz                                                       | Trachtenmusikkapelle Mittersill, Schwendberger-Hochzeitsmusi, Gressn Klarinettenmusi, Egger-Viergesang, Chor der HS Gmünd, Singkreis Porcia, St. Nikolaier Altsteirer, Gradwohl-Trio, Philharmonia-Schrammeln |
| 15    | Die Enns entlang – Vom Ursprung bis zur Mündung   | 31. Mai 1988       | Enns                                                       | Pongauer Viergesang, Flachauer Stubnmusi, Bürgermusikkapelle Radstadt, Bürgergarde Radstadt, Singkreis Schladming, Altsteirertrio Lemmerer, Pruggerer Dreigesang, Stadtmusikkapelle Liezen, Familie Zwanzleitner, Weyrer Stubenmusi, Volkstanzgruppe Maria Neustift, Geschwister Himmelfreundpointner, Kinderchor der Volksschule Christkindl, Niederösterreichisches Lehrerquartett |
| 16    | Karnische Wanderung – Vom Drau-Ursprung bis Lienz | 12. Juli 1988      | Pustertal, Drautal                                         | Trachtenkapelle Heinfels, Kirchenchor Anras, Alphornbläser Seiser Alm, Tschitscher Hausmusik, Geschwister Waldauf, Geschwister Oberhöller, Singgemeinschaft Kötschach-Mauthen, Trachtenkapelle Liesing, Volksmusik Kötschach-Mauthen, Schwarzwandquintett Kirchbach, Tanzgruppe Tischelwang-Timau, Liesinger Flügelhornduo                                                           |
| 17    | Von der Donau in den Seewinkel                    | 9. August 1988     | Donau, Seewinkel                                           | Döblinger Gesangsverein, Wiener Straßenmusikanten, Singkreis Matzen, Trachtenkapelle Trautmannsdorf, 3. Klasse der Musikhauptschule Dürnkrut, Militärmusik Niederösterreich, Joseph-Haydn-Quartett Wien, Neusiedler Musikanten, Volkstanzgruppe Neusiedl am See, Ensemble Feri Janoska, Voltigiergruppe Frauenkirchen-Althof, Singverein Illmitz, Bauernkapelle Fleischhacker        |
| 18    | Dreiländereck Lungau                              | 30. August 1988    | Land Salzburg (Lungau), Prebersee, Kärnten, Obersteiermark | Schützengesellschaft Tamsweg Prebersee, Die Wölzertaler, Samson Gruppen, Singgruppe Gmünd, Schützencorps St. Michael, Männergesangsverein Murau, Oberwölzer Bläserquintett, Bürgermusik St. Michael, Stadtkapelle Murau, Quartett Ranten, Hubert Kendlbacher, Volkslied-Chor Feldkirchen, Duo Pleschberger, Lungauer Tanzlmusi, Volkstanzgruppe Tamsweg, Maltataler Dirndln          |
| 19    | Stille Bergseen – In Vorarlberg und Tirol         | 20. September 1988 | Vorarlberg, Tirol                                          | Brixner Raffelemusik, Vilser Stubnhocker, Volksmusiktrio Ploner, Alpbacher Bläser, Brandner Alphornbläser, Volksliederchor Schruns, Flügelhurnduo Unterhofer, Tannheimer Tanzlmusi, Matreiner Viergesang, Tiroler Volksmusik-Ensemble |
| 20    | Von der Waldheimat in den Wiener Wald             | 22. November 1988  | Waldheimat, Neuberg, Schneeberg, Puchberg, Wienerwald      | Volkstanzgruppe Puchberg, Schneebergbuam, Singkreis Krieglach, Jugendchor Pfaffstätten, Mürzsteger Bläserquintett, Blaskapelle Voest-Alpine, Familiendreigesang Martschin, Bauernkapelle Puchberg Wiener Biedermeier-Ensemble |

## 1989
| Folge | Titel                                                                 | Erstausstrahlung  | Handlungsorte                                                                                                | Beteiligte Interpreten |
| ----- | --------------------------------------------------------------------- | ----------------- | --- | --- |
| 21    | Wie es war 1988 – Aus Innsbruck                                       | 28. März 1989     | Innsbruck | Weyrer Stubenmusi, Singgemeinschaft Kötschach-Mauthen, Jugendchor Pfaffstätten, Kinderchor VS Christkindl, Alpbacher Bläser, Alphornbläser Seiseralm, Volksmusiktrio Ploner, Brandner Alphornbläser, Ensemble Feri Janoska, Oberwölzer Bläserquartett, Volkstanzgruppe Maria Neustift                                                                                  |
| 22    | Von Wien nach Mariazell                                               | 2. Mai 1989       | Wienerwald, Mariazellerland                                                                                  | Jugendblaskapelle Perchtoldsdorf, Volkstanzgruppe Hinterbrühl, A-Cappella-Chor Zeltweg, Sankt Georgschor, Sepp & Sepp, Musischer Kreis Brunn, Mitterbacher Viergesang, Laabentaler Viergesang, Bläsertrio Mariazell, Bläsergruppe Lilienfeld, Doppelquartett Zeltweg, Mariazeller SPK-Musi                                                                             |
| 23    | Übern Tauern – Mit der Eisenbahn von Schwarzach nach Villach          | 11. Juli 1989     | Schwarzach im Pongau, Gasteinertal, Tauernbahn, Möll-, Drautal, Villach                                      | Schwerttanzgruppe Böckstein, Gasteiner Volksliederchor, Gasteiner Tanzlmusi, Singgemeinschaft Unterhaus, Dorfgasteiner Stubnmusi, Lendorfer Volksmusik, Knappenmusikkapelle Böckstein, Trachtenmusikkapelle Dorfgastein, Flattacher Musikanten |
| 24    | Im Salzkammergut                                                      | 8. August 1989    | Salzkammergut                                                                                                | Schafberg-Schützen, Traunseer Volkstanzgruppe, Armbrustschützen, Reitbauer Klarinettenmusik, Irrseer Schützen, Bad Ischler Blaskapellen, Hochfellner Terzett, Aberseer Musik und Pascher, VL-Chor Ohlsdorf, Familie Spörk, Chor Altmünster, Altausseer Blaskapelle, Goiserer Viergesang                                                                                |
| 25    | Vor und hinter dem Arlberg                                            | 5. September 1989 | Arlberg, Bodensee, Klostertal, Ötztal, Passeier                                                              | Männergesangsverein Kurtatsch, Rätikoner Alphornbläser, Duo Saler-Tschohl, Feldkircher Jägerchor, Bürgermusik Lauterach, Silberspitzler, Duo Amann-Tschohl, Sängerbund Landeck, Oberländer Viergesang, Musikkapelle Moos, St. Antoner Bläser |
| 26    | Vom hohen König zum wilden Kaiser                                     | 17. Oktober 1989  | Hochkönig, Pinzgauer Saalachtal, Loferer und Leoganger Steinberge, Pillerseetal, Kaisergebirge               | Mühlbacher Holzmusik, Unterpinzgauer Tanzlmusik, Bürgermusik Saalfelden, Pinzgauer Dreigesang, Pfaffinger Diandln, Singkreis Lofer, Bauernschützen Lofer, Schützenkompanie Waidring, Weerberger Maultrommler, Bundesmusikkapelle Scheffau, Stanglwirt-Buam, Harfenduo Ehrenstrasser-Marksteiner, Unerlandler Tanzlmusi, Trachtengruppe Edelraute, Goinger Weisenbläser |
| 27    | Heilende Wässer – Radkersburg, Gleichenberg, Loipersdorf, Waltersdorf | 28. November 1989 | Thermenland Steiermark, Thermenlinie: Bad Radkersburg, Bad Gleichenberg, Loipersdorf, Bad Waltersdorf, Baden | Gleichenberger Dorffrauen, Mädchenchor Theresianum, Familienmusik Pfeifer, Wildbach Trio, Männerquartett Löschberger, Gleichenberger Bläserquintett, Stadtkapelle Radkersburg, Martins Dorfmusik, Spielmusik Potzmann, Tamburizza & Folkloregruppe Güttenbach, Burgenländisches Lehrertrio, Wiener Strauß-Musikanten.                                                  |

## 1990
| Folge | Titel                                                        | Erstausstrahlung   | Handlungsorte | Beteiligte Interpreten |
| ----- | ------------------------------------------------------------ | ------------------ | --- | --- |
| 28    | Wie es war 1989 – Aus Eisenstadt                             | 24. April 1990     | Eisenstadt | Wiener Biedermeier Ensemble, Muthspiel-Chor Zeltweg, Blaskapellen Bad Ischl, Goinger Weisenbläser, Rätikoner Alphornbläser, Lendorfer Volksmusik, Mariazeller SPK-Musi, Flügelhornduo Rust, Mühlbacher Holzmusik, Bauernschützen Lofer, Silberspitzler und Tänzer, Passeier Musikkapelle Moos |
| 29    | Sanfte Eroberer – Die Walser                                 | 12. Juni 1990      | Vorarlberg: Großes Walsertal, Kleinwalsertal, Laternsertal                                                                  | Muntafuner Tanzbodamusig, Musikkapelle Galtür, Paznauner Männerchor, Hausmusik Fink, Walser Dreigesang, Flügelhornduo Perl, Familienmusik Bär, Harmoniemusik Ludesch, Walser Jodlerchörle, Gaschurner Alphornbläser |
| 30    | Vom Herzogsstuhl zum Bischofssitz – Vom Zollfeld nach Seckau | 17. Juli 1990      | Zollfeld, Aichfeld, Wallfahrt Vierbergelauf, Burg Hochosterwitz, Friesach, Seckauer Becken, Abtei Seckau                    | Landjugend-Bezirks-Chor St. Veit an der Glan, Chorgemeinschaft Jung-Seckau, Glantaler Trachtenkapelle, Gaaler Männerquartett, Bläsergruppe Santicum, Die Pirschbichler, Friesacher Männerquartett, Hausmusik Offenbacher, Kärntner Geigenmusik, Chorgemeinschaft St. Magdalena, Männerchor Annabichl, Stadtmusikkapelle Judenburg |
| 31    | Rund um den Dachstein                                        | 21. August 1990    | Dachsteingebirge, Ramsau, Filzmoos, Lammertal, Gosau, Obertraun                                                             | Filzmoser Tanzlmusi, Trachtenmusikkapelle Abtenau, Duo Hillbrand-Karl, Sonnseitn Sänger, Geschwister Freytag, Gosauer Sänger & Klarinettenmusi, Lammertaler Weisenbläser, Steiner Sänger, Gosauer Volkstanzgruppe, Lungötzer-Annaberger Singgemeinschaft, Schnalzer Abtenau, Stoder Sängerinnen, Männergesangsverein Salinenkapelle Hallstatt, Ebenseer Viergesang                                                                                 |
| 32    | Von den Lienzer Dolomiten zum Faakersee                      | 18. September 1990 | Gailtaler Alpen, Drautal, Tristacher See, Weißensee, Hermagor, Dobratsch, Faaker See                                        | Singkreis Dölsach, Singgemeinschaft Oisternig, Männerchor Irschen, Familienmusik Gomig, Oberlienzer Volksmusikanten, Bläserquartett der Stadtkapelle Villach, Weißenseer Stubenmusi, Matinga Flügelhornduo, Hauger Schützenkompanie, Familiengesang Knaller, Lukasser Zweigesang, Schützenmusik Stadt Lienz, Trachtenmusikkapelle Weißensee |
| 33    | Über Berg und Tal – Von Alpbach ins Ahrntal                  | 30. Oktober 1990   | Alpbachtal, Kitzbüheler Alpen, Zillertaler Alpen, Ahrntal                                                                   | Familienmusik Bletzacher, Peter Moser, Wildschönauer, Bundesmusikkapelle Oberau, Bundesmusikkapelle Niederau, Bundesmusikkapelle Mühltal, Bundesmusikkapelle Auffach, Wildschönauer Sturmlöda, Gruber Zwoagsang, Prämusik Kitzbühel, Volkstanzgruppe der Österreichischen Alpenvereins-Sektion Kitzbühel, Jugendblasmusikkapelle Oberpinzgau-Mittersill, Volksliederchor Bramberg, Drei Landl-Musi, Steinhauser Viergesang, Saggrisch'n Musikanten |
| 34    | An der schönen Donau – Von Passau bis Wien                   | 11. Dezember 1990  | Schloss Artstetten, Wallfahrtskirche Maria Laach, Wallfahrtskirche Maria Taferl, Schloss Greinburg, Wachau, Ruine Dürnstein | Wachauer Spielmusik, Chor Musikhauptschule 12, Philharmonia Schrammeln, Feldkirchner Viergesang, Enzenkirchner Bläser, Jochensteiner Sänger, Bläserquartett Rossatz, Niederösterreich Trio, Spielmusik und Volkstanzgruppe Spitz, TK Vichtenstein, neun Blasmusikkapellen |

## 1991
| Folge | Titel                                                          | Erstausstrahlung  | Handlungsorte                                                                                                  | Beteiligte Interpreten |
| ----- | -------------------------------------------------------------- | ----------------- | --- | --- |
| 35    | Fünf Jahre Klingendes Österreich – Aus dem Stanglwirt in Going | 28. März 1991     | Going am Wilden Kaiser                                                                                         | Musikkapelle Going, Tiroler Kirchtagmusig, Schwendberger Hochzeitsmusi, Leitnalm Musi, Saalfeldner Dreigesang, Vöcklabrucker Spielleut, Geschwister Simböck, Volkstanzgruppe Traunseer, Laabentaler Viergesang, Graslgeiger, Malat Schrammeln, Duo Hodina-Reiser, Tamburizzagruppe Zagersdorf, Spielmusik Potzmann, St. Nikolaier Altsteirer, Stoder Sängerinnen, Familie Knaller, Singgemeinschaft Oisternig, Grittldorfer Musikanten, Steinhauser Viergesang, Musikkapelle Moos im Passeier, Walser Dreigesang, Familie Bär, Goinger Weisenbläser |
| 36    | Vom Blasenstein zum Heldenberg                                 | 16. Mai 1991      | Mühlviertel – Waldviertel, St. Thomas am Blasenstein, Ruine Klingenberg, Stift Zwettl, Rosenburg, Manhartsberg | Bertrand Baumann, Ortsmusik Clam, Georg Clam Martinic, Familienmusik Kiesenhofer, Bläserquintett Oculus, Chor Pro Musica, Deutschmeisterkapelle Ravelsbach, Altenburger Sängerknaben, Elisabeth Ullmann, Dulamans Vröudenton |
| 37    | Von der Finstergrün zur Landskron – Vom Murtal nach Kärnten    | 20. Juni 1991     | Lungau, Burg Finstergrün, Murtal, Nockberge, Gerlitzen, Burg Landskron                                         | Trachtenmusikkapelle Ramingstein, Sauerfelder Sänger, Die Lustigen Heuboaser, Reiftanzgruppe Zielberg, Bauernkapelle Isopp, Gurktaler Posaunenquartett, Bürgerkorps Straßburg, Quartett Steuerberg, Duo Grießer-Wiederschwinger, Volkslied-Chor Bad Kleinkirchheim, Geschwister Freithofnig, Bläserensemble der Musikschule Villach |
| 38    | Von Hohenems nach Hochnaturns                                  | 25. Juli 1991     | Vorarlberg, Südtirol: Palast Hohenems, Schesaplana, Lünersee, Schloss Wiesberg, Burg Hochnaturns               | Trompetenensemble des Landeskonservatoriums, Bregenzer Viergesang, Familienmusik Kraft, Jagdhornbläser der Bezirksgruppe Bludenz, Musikkapelle Tobadill, Volkstumsgruppe Landeck, Flügelhornduo Zangerl, Obergrichtler Tanzlmusig, Kaunertaler Sänger, Dorf Tiroler Raffelemusik, Bläserquintett der Musikkapelle Naturns, Musikkapelle Naturns |
| 39    | Rund um den Großvenediger                                      | 29. August 1991   | Venedigergruppe, Untersulzbachtal, Innergschlöß, Prägraten, Reintal                                            | Trachtenmusikkapelle Neukirchen, Bramberger Dreigesang, Panzl Schützenkompanie, Wallner Schützenbataillon, Hollersbacher Tanzlmusi, Volkstanzgruppe Oberpinzgau, Frauenchor Matrei, Altmatreier Musikanten, Männerchor Virgen, Zithertrio der Musikschule Lienz, Musikkapelle Prägraten, Südtiroler 6er Musig, Saalfeldener Viergesang, Walder Tanzlmusi, Almer Alphornbläser |
| 40    | Übern Pyhrn                                                    | 3. Oktober 1991   | Traunviertel; Almtal, Stift Schlierbach, Hinterstoder, Pyhrnpass, Obersteiermark: Selzthal, Burg Strechau      | Kirchenchor Spital am Pyhrn, Musikkapelle Viechtwang, Grünauer Ech-bläser, Pichler Hans Hausmusi, Trachtenverein & Volkstanzgruppe Windischgarsten, Kronsteiner Hausmusik, Viechtwanger Sänger, Weyregger Tanzlmusi, Singkreis Windischgarsten, Kogler Dirndln, Johnsbacher Sänger, Liezener Bläserquartett, Musikkapelle Lassing |
| 41    | Von Weiz nach Deutschkreutz                                    | 14. November 1991 | Oststeirisches Hügelland: Weiz, Schloss Herberstein, Mittelburgenland: Deutschkreutz                           | Elin-Stadtkapelle Weiz, HS Chor Marianum, J.J.Fux Chor, Waxenegger Trio, Familienmusik Berger, Vorauer Stubenmusi, Thermenland Quintett, Rot-Gold Trio, Steirische Blas, Piringsdorfer Sänger, Bläsergruppe des Musikvereins Deutschkreutz, Volkstanzgruppe Lutzmannsburg |

## 1992
| Folge | Titel                                                      | Erstausstrahlung  | Handlungsorte                                                                                              | Beteiligte Interpreten |
| ----- | ---------------------------------------------------------- | ----------------- | --- | --- |
| 42    | Wie es war 1991 – Von der Burg Lockenhaus                  | 16. April 1992    | Burg Lockenhaus, Bgld.                                                                                     | Haslacher Dreigesang, Singkreis Ars Musica Althofen, Ausseer Bradlmusi, ORF-Bläserquartett, Gruber Zwoagsang, Trachtenmusik-Kapelle Rechnitz, Zauchenseer Viergesang, Elmer Musikanten, Bregenzer Viergesang, Gressn Klarinettenmusik |
| 43    | Im Vorgarten der Alpen – Vom Mondseeland in das Innviertel | 7. Mai 1992       | Oberösterreich: Mondseeland, Kobernaußerwald, Innviertel, Ried                                             | Bläsergruppe der Bauernmusik St. Wolfgang, Bürgermusikkapelle Mondsee, Baumgartner Sänger, Flachgauer Sängerinnen, Lichtentanner Tanzlmusi, Brauchtumsgruppe Straßwalchen, Liedertafel Frankenmarkt, Bürgergarde Friedburg, Plainbergmusi, Kobernaußer 4-Gesang, Zeche Schweigetsreith, Schmollner Landlermusi, Hausmusi Weber-Burgstaller, Stadtkapelle Ried |
| 44    | Schönes Wildes Österreich                                  | 28. Mai 1992      | Ybbstal, Hochschwabgruppe                                                                                  | Stadtmusikkapelle Waidhofen an der Ybbs, Trachtenmusikkapelle Windhag, Trachtenmusikkapelle Konradsheim, Trachtenmusikkapelle St. Leonhard am Wald, Trachtenkapelle St. Georgen am Ybbsfelde, Familienmusik Six, Singgemeinschaft Scheibbs, Bläserquartett des Musikvereins Gaming, Hamot Trio, Ybbsitzer Musikanten, Volkstanzgruppe Göstling, Trachten & Goldhaubenverein Göstlinger Alpen, Hochanger Dreigesang, Weberhofer Musi, Aflenzer Kirchenchor, Bläserquintett Parschlug, Blasorchester der Stadt Bruck an der Mur |
| 45    | Über Eis und Fels – Vom Reichenspitz zum Karwendel         | 30. Juli 1992     | Zillertaler Alpen, Reichenspitzgruppe, Abtei St. Georgenberg-Fiecht, Schwaz, Hall, Karwendel               | Krimmler Weisenbläser, Troppmair Zwoagsang, Pinzgauer Saitnmusi, Bramberger Tanzlmusi, Musikkapelle Stumm, Hausmusik Jägerklause, Zillerbrüggler Tanzlmusig, Tiroler Volkstänzer, Stadtler Dreigesang, Haller Stadtpfeifer, Alpbacher Mandagsang, Die Fidelen Inntaler, Absamer Bläserquintett |
| 46    | Südliche Wanderung                                         | 27. August 1992   | Dobratsch, Ferlach, Koralpe (Lavanttaler Alpen)                                                            | Lehrerchor Villach, Trachtenmusikkapelle Finkenstein/Faakersee & EMV-Arnoldstein & Werksorchester der KELAG, Jagdhornbläsergruppe Göltschach, Männerchor Vascani Pojo, Volkstanzgruppe Zarja, Frauenterzett Turnersee, Familienmusik Fuchs, Geschwister Koglspenger, Rosenkogler Weisenbläser, MGV Schneerose & MGV Alpenrose, Musikkapelle Stainz |
| 47    | Über die Jöcher – Lechtal, Silbertal, Montafon             | 8. Oktober 1992   | Lechtaler Alpen, Silbertal/Verwallgruppe, Montafon, Bschlabs, Gramais, Schruns                             | Männerchor Strengen, Hausmusik Tschohl, Montafoner Maiggana, Brazer Okarinamusig, Tiroler Augeiger, Flötenensemble der Musikschule Imst, Griessauer Musikanten, Strasser Diandln, Flügelhornduo Moser-Vonblon, Singkreis Wildermieming. |
| 48    | Burgen, Berge, Wein – Von Rattenberg nach Hocheppan        | 12. November 1992 | Tirol:Rattenberg, Schloss Matzen, Burg Kropfsberg, Schloss Tratzberg, Schloss Sigmundskron, Burg Hocheppan | Stadtmusik Rattenberg, Kirchenchor Brixlegg, Reither Saitenmusik, Salzburger Festungs-Prangerstutzen-Schützen, Schützenkompanie Reith, Bläser der Swarovski-Musik Wattens, Schramiger Zwoagsang, Eisacktaler Schwegler, Neustifter Männerchor, D'Hoangartler, Egarter Musikanten, Volkstanzgruppe Ritten, Musikkapelle St. Pauls |

## 1993
| Folge | Titel                                                     | Erstausstrahlung | Handlungsorte | Beteiligte Interpreten |
| ----- | --------------------------------------------------------- | ---------------- | --- | --- |
| 49    | Wie es war 1992 – Aus Schloss Kammer in Maishofen         | 6. Jänner 1993   | Schloss Kammer, Maishofen/Pinzgau                                                                                           | Trachtenmusikkapelle Maishofen, Vokalensemble Carinthia, Schraminger Zwoagesang, Saalfeldner Dreigesang, Familienmusik Six, Tamburizza Baumgarten, Maishofner Tanzlmusi, Familie Burgstaller, Harfenduo Steinberger-Daigl, Familienmusik Fuchs, Brazer Okarinamusi                                                                          |
| 50    | Großer See, kleine Welt – Attersee und Hausruck           | 1. Mai 1993      | Oberösterreich: Attersee, Attergau, Hausruckviertel, Freilichtmuseum Stehrerhof                                             | Generationenmusik, Liedertafel St. Gilgen, Steinbacher Weisenbläser, Seeleiten Sängerinnen, Weyregger Tanzlmusi, Chor Timelkam, Puchkirchner Hochzeitsmusi, Trachtenverein Ampflwang, Eisenbahner-Stadtmusik Attnang-Puchheim, Vöcklabrucker Flötenquartett, Marktmusik Haag                                                                |
| 51    | Weiße Pferde, schwarze Männer – Von Piber nach Hüttenberg | 20. Mai 1993     | Bundesgestüt Piber bei Köflach, Hüttenberg/Seetaler Alpen                                                                   | Laufnitzdorfer Jodler, Köflacher Streich, Gestütskapelle Piber, Max Rosenzopf, Zirbitzkogel Soatnmusi, Doppelquartett des Männergesangvereins Obdach, Pacher Musik, Quintett des Männergesangvereins Bad St. Leonhard, Wietinger Trio, Männerchor der Norischen Region, Reiftanz Hüttenberg, Singkreis Ars Musica Althofen, Heinrich Harrer |
| 52    | Am Ostrand der Alpen                                      | 10. Juni 1993    | Neusiedlersee, Marchfeld, Weinviertel, Hainburg an der Donau, Leiser Berge, Burgruine Staatz                                | Nova Brass Ensemble, Musikverein Poysdorfer, Weinviertler Flügelhornbläser, Buchgrabler, Hatski Trio, Grenzlandchor Hohenau, Trachtengruppe & Spielmusik Südmähren, Laaer Vocal-Ensemble, Staatzer Kirtagsmusi, Männerchor Falkenstein, Weinviertler Dorfmusikanten                                                                         |
| 53    | Tiroler Seitentäler – Zwischen Innsbruck und Sterzing     | 15. August 1993  | Nordtirol, Südtirol, Wipptaler Seitentäler                                                                                  | Stainacher Kirchenchor und Bläser, Amraser Bläser, Geschwister Penz, Naviser Musikanten und Volkstänzer, Musikkapelle Neustift im Stubaital, Latzfonser Viergesang, Bläser der Musikkapelle Innerpfitsch, Südtiroler Okarinamusik, Musikkapelle Wiesen, Musikkapelle Sterzing, Grieser Klarinettenmusig                                     |
| 54    | Hohe Wasser; Stilles Land                                 | 26. Oktober 1993 | Berge, Seen und Wasserfälle in Salzburg und Steiermark Gollinger Wasserfall, Hinterer Gosausee, Tappenkarsee, Klafferkessel | Göllwurz'n Musi, Trachtenmusikkapelle Golling, Tennengauer Zweigesang, Kuchler Flügelhorntrio, Hochanger Dreigesang, Familienmusik Hutter, Volksliedchor Mariapfarr, Sonnberger Jodlerbläser, Saalfeldner Holzmusik, Rantner Tanzlmusi, Waldnerwirtmusi                                                                                     |
| 55    | Verborgene Schönheit – Vom Bregenzerwald zur Zugspitze    | 8. Dezember 1993 | Bregenzerwald, Lechtaler Alpen, Wettersteingebirge                                                                          | Musikverein Lochau, Bucher Viergesang, Stubenmusik Fink, Großdorfer Alphornbläser, Rotlech Trio, Geigenmusik der Musikschule Reutte, Koaser Saitenmusik, Bürgermusikkapelle Reutte, Singkreis Breitenwang, Nesselwängler Stubenmusik, Bayerisch-Tirolerische Bläser                                                                         |

## 1994
| Folge | Titel                                                    | Erstausstrahlung | Handlungsorte                                                                                                 | Beteiligte Interpreten |
| ----- | -------------------------------------------------------- | ---------------- | --- | --- |
| 56    | Wie es war 1993 – Aus Grosskirchheim im Mölltal          | 6. Jänner 1994   | Schloss Großkirchheim                                                                                         | Trachtenkapelle Großkirchheim, Geschwister Troppmair, Eisenkeller Stubenmusig, Bregenzerwälder Dreigesang, Fürstenbrunner Stubenmusik, Familie Kiesenhofer, Großkirchheimer Sternsinger, Familie Kalkhofer, Ollersdorfer Dreigesang, Geschwister Freytag, Eberhard Kummer, Großkirchheimer Turmbläser                                                   |
| 57    | Beidseits der Donau – Vom Strudengau in die Wachau       | 1. Mai 1994      | Oberösterreich, Niederösterreich: Strudengau, Wachau                                                          | Männerchor Wachau, Vokalensemble Paudorf, Gallneukirchner Viergesang, Musikverein St. Nikola, Flügelhornduo Senftenberg, Mostviertler Birnbeitler, Volkstanzgruppe Kreuttal, Altsteirermusik Heftner, Flügelhornduo Fürlinger |
| 58    | Rund ums Gesäuse – In den Ennstaler und Eisenerzer Alpen | 22. Mai 1994     | Ennstaler Alpen, Gesäuse, Eisenerzer Alpen, Leopoldsteiner See, Radmer                                        | Erzherzog Johann Trachtenkapelle, Stadtchor Eisenerz, Die Zwiegrabler, Geschwister Hansbauer, Jagdhorngruppe Windhag, Jagdhorngruppe Windhag, Reiting Trio, Gaishorner Wurzhornbläser, Singkreis Wald am Schoberpaß, Bläserquartett Trofaiach |
| 59    | Die Steinberge                                           | 2. Juni 1994     | Loferer und Leoganger Steinberge, Loferer Alm, Hirschbichl Maria Kirchental, Bergbau- und Gotikmuseum Leogang | Leoganger Rangglermusi, Stanglwirts-Dreigesang, Fieberbrunner Stubenmusi, Bläserquartett der Musikkapelle Waidring, Loferer Tanzmusi, Bürgermusik Lofer, Gerstbodner Viergesang, Musikkapelle St. Ulrich am Pillersee, Volkstanzgruppe d’Stoaberger, Mitterhögl Weisenbläser, Männerchor St. Martin und St. Martiner Klarinettenmusi                    |
| 60    | Im Herzen der Tauern – Durch das Großarl- und Maltatal   | 15. August 1994  | Großarltal, Maltatal                                                                                          | Bürgergarde St. Johann, Bauernschützen St. Johann im Pongau, Pongauer Almhornbläser, Großarler Viergesang, Pongauer Geigenmusi, Talschlußmusi, Hüttschlager Weisenbläser, Maltinger Dorfmusikanten, Fam. Terzett Truskaller, Familienmusik Truskaller, Kirchenchor Malta                                                                                |
| 61    | Rund ums Rofan                                           | 26. Oktober 1994 | Brandenberger Alpen, Rofan, Thierseetal, Maria Stein, Kramsach, Achensee                                      | Familie Moser, Salvenberg-Trio, Musikkapellen & Schützenkompanien aus Thiersee, Angather Alphornbläser, Kranzara Zwoagsang, Steinberger Bläser, Trachtenmusikkapelle Kramsach, Wildschönauer Dreigesang, Geschwister Strasser und Achenseer Sänger |
| 62    | Die Mur entlang                                          | 8. Dezember 1994 | Verlauf der Mur von der Ankogelgruppe bis Bad Radkersburg                                                     | Trachtenmusikkapelle Muhr, Lungauer Liedertafel Tamsweg, Predlitzer Klarinettentrio, Steirische Landstreich, Bartholomäer Dreigesang, Werks-Chor Voestalpine Donawitz, Steyrische Bordunmusick, Voitsberger Bläserkreis, Sandler Quintett, Erzherzog Johann Trachtenkapelle, Absolventenchor Halbenrain, Steirischer Jägerchor, Vokalensemble Kirchberg |

## 1995
| Folge | Titel                                                               | Erstausstrahlung  | Handlungsorte                                                                                  | Beteiligte Interpreten |
| ----- | ------------------------------------------------------------------- | ----------------- | ---------------------------------------------------------------------------------------------- | --- |
| 63    | Wie es war 1994 – Aus dem Sumerauerhof bei St. Florian              | 5. Jänner 1995    | Oö. Freilichtmuseum Sumerauerhof St. Florian                                                   | Bezirkschor St. Veit, Buchgraben Trio, Nofler Dreigesang, Liebochtaler Tanzgeier, Kampenbrunner Viergesang, Goinger Weisenbläser, Geschwister Lechner, Berg- und Tal-Schrammeln, Zistersdorfer Terzett, St. Florianer Sängerknaben, Jagdhornbläser, Marktmusikkapelle St. Florian                                  |
| 64    | Burgen                                                              | 25. Mai 1995      | Burg Seebenstein, Burgruine Landsee, Schloss Festenburg, Friedberg am Wechsel                  | Marktkapelle Aspang, Pittentaler Blasmusik, Prigglitzer Sänger, Heuboden Blas, Erlacher Mädchenterzett, Blechbläserensemble des Musikgymnasiums Oberschützen, Seewinkler Doppelquartett, Stadtkapelle Pinkafeld, Sing und Spielgrupp Hartberg, Stadtkapelle Friedberg, Tanzgruppe Friedberg, Geschwister Friedrich |
| 65    | Vom Rhein zur Etsch – Vom Illspitz zur Salurner Klause              | 15. Juni 1995     | Vorarlberger Rheintal/Illspitz bis Etschtal/Salurner Klause                                    | Musikverein Nofels, Götzner Dreigesang, Hockmusig, Perger Stubnmusi, Musikkapelle Wenns, Klarinettenmusik der Musikschule Pitztal, Pitztalchor, Prissianer Weisenbläser, Mädchen Dreigesang Haslach, Paulsner Tanzlmusig, Musikkapelle Neumarkt                                                                    |
| 66    | Über die Goldberge – Rauris, Sonnblick, Mölltal                     | 15. August 1995   | Goldberggruppe, Raurisertal, Kreuzeckgruppe                                                    | Trachtenmusikkapelle und Schützenkompanie Taxenbach, Klocker Zwoagsang, Chorgemeinschaft Rauris, Lendner Viergesang, Unterpinzgauer Tanzlmusi, Land-jugendquartett Stall, Rauriser Weisenbläser, Südhangquartett, Singgruppe Altersberg, Trachtenkapelle Flattach                                                  |
| 67    | Dreimal Dolomiten – Gosaukamm, Lienzer Dolomiten, Sextner Dolomiten | 2. November 1995  | Gosaukamm/Dachsteingebirge, Lienzer Dolomiten/Gailtaler Alpen, Sextner Dolomiten               | Abtenauer Männerviergesang, Trachtenmusikkapelle Annaberg, Gosauer Dreigesang, Höllbergmusi, Brüder Oblasser, Abfaltersbacher Klarinettenmusik, Geschwister Walder, St. Lorenzner Musikanten, Familienmusik Egarter, Musikkapelle Sexten                                                                           |
| 68    | In den Niederen Tauern                                              | 7. Dezember 1995  | Niedere Tauern, Öblarn, Sölkpass, Schöderer Marienkirche, Burg Rothenfels, Schloss Trautenfels | Reitherer Diandln, Bläserquartett Zechner, Irdinger Bauernkapelle, Musikverein Öblarn, Schöderer Doppelquartett, Wölzertaler Trio, Knappenkapelle Oberzeiring, Sonnberg Sängerinnen, Erzherzog Johann Dreigesang, Steirischer Holzstraßenchor, Klarinettenmusi Trafella                                            |
| 69    | Vom Bisamberg zum Piz Buin                                          | 26. Dezember 1995 | Bisamberg/NÖ bis zum Piz Buin/Vbg.                                                             | Militärmusik Niederösterreich, Gaschurner Alphornbläser, Familienmusik Stanglwirt, Großkirchheimer Doppelquartett, Pfarrwerfner Tanzlmusi, Bläserkreis Tux, Damensalonorchester Fledermaus, Goiserer Beriga Pascher, Familienmusik Marchner, Obervinschgauer Okarinamusik, Kirchenchor Tux                         |

## 1996
| Folge | Titel                                                        | Erstausstrahlung | Handlungsorte                                                                               | Beteiligte Interpreten |
| ----- | ------------------------------------------------------------ | ---------------- | ------------------------------------------------------------------------------------------- | --- |
| 70    | Zehn Jahre Klingendes Österreich - Aus Salzburg              | 6. Jänner 1996   | Salzburg                                                                                    | Bundesmusikkapelle und Schützenkompanie Schwoich, Familienmusik Lexer, Hausmusik Fink, Haydn Trio, Gemischter Chor Altmünster, Tobias Reiser Ensemble, Rosalien Doppelquartett, Liechtenthaler Quartett, Mürzsteger Bläserquintett, Latzfonser Viergesang.                                                                                     |
| 71    | An der Wiege Tirols – Im Burggrafenamt in Südtirol           | 8. April 1996    | Burggrafenamt, Etschtal                                                                     | Algunder Musikkapelle, Kathrein Zwoagesang, Seppl-Musig, Schenner Flügelhornduo, Nusser Stubenmusig, Burggräfler Dreigesang, Prissianer Tanzlmusi, MGV Lana, Hoamstanzer, Algunder Bläser, Musikkapelle Dorf Tirol. |
| 72    | Grenzenlose Salzach                                          | 16. Mai 1996     | Salzburg, Bayern, Oberösterreich: Rupertiwinkel, oberes Innviertel, Nordwestlicher Flachgau | Familienmusik Auer, Mühlberger Musikanten, Oberinnviertler Tanzlmusi, Tenglinger Sänger, Lamprechtshausner Frauensingkreis, Raschenberger Sängerinnen, Kolmandlmusi, Stadtkapelle Laufen und Marktmusikkapelle Oberndorf, Lamprechtshausner Tanzlmusi, Ostermiethinger Viergesang, Neukirchner Weisenbläser                                    |
| 73    | Abseits der großen Wege                                      | 6. Juni 1996     | Wörschach, Spechtensee, Tauplitz, Grimming, Burg Wolkenstein                                | Öblarner Weisenbläser, Riesecker Viergesang, Chor der Volkshochschule Bad Mitterndorf, Gitarrentrio Saitenwais, Obersdorfer Tanzlmusi, Hinterleit’n Klarinettenmusi, Ausseer Zithermusi, Grundlseer Musikanten & Straßner Pascher, Grundlseer Dreigesang, Musikkapelle Bad Mitterndorf & Trachtenkapelle Tauplitz, Chorgemeinschaft St. Martin |
| 74    | Nationalpark Hohe Tauern – Salzburg                          | 15. August 1996  | Nationalpark Hohe Tauern                                                                    | Bramberger Remisen-Musi, Oberpinzgauer Dreigesang, Liedertafel Mittersill, Hüttschlager Viergesang, Kapruner Hausmusi, Grimmler Stubenmusi, Walder Flügelhornduo, Trachtenmusikkapelle Hollersbach, Gasteiner Alpenhornbläser, Muhrer Bläserquartett, Trachtenmusikkapelle Rauris, Pinzgauer Tanzlmusi, Fuscher Dreigesang                     |
| 75    | Stille Wasser, Altes Land                                    | 2. November 1996 | Reisseck, Danielsberg, Aguntum (Dölsach), Schloss Stein im Drautal (Dellach im Drautal)     | Männergesangsverein Steinfeld, Singgruppe Bast, Die Bergwurzeggler, Trachtenkapelle Kolbnitz, Nikolsdorfer Stubenmusik, Jugendchor 89-Obervellach, Musikkapelle Dölsach, Flattacher Weisenbläser, Schlaitner Sänger, Familienmusik Goritschnig                                                                                                 |
| 76    | Auf den Spuren der Liechtensteiner – Zwischen Wien und Vaduz | 8. Dezember 1996 | Wien, Fürstentum Liechtenstein,                                                             | Original Hoch- und Deutschmeister, Die Grazer Jungsteirer, Vorderländer Saitenmusik, Wiltener Sängerknaben, Gemischtes Quartett des Musischen Kreises Brunn/Gebirge, Maishofner Tanzlmusi, Berger Saitenspiel, Gemischtes Quartett St. Ruprecht ob Murau, Vokalensemble Ulrich von Liechtenstein und Tresner Husmosig                          |

## 1997
| Folge | Titel                                                              | Erstausstrahlung  | Handlungsorte                                                      | Beteiligte Interpreten |  |
| ----- | ------------------------------------------------------------------ | ----------------- | ------------------------------------------------------------------ | --- |  |
| 77    | Klingendes Österreich – Auslese 1996 – Aus der Burg Oberkapfenberg | 27. März 1997     | Burg Oberkapfenberg, Stmk.                                         | Stadtkapelle & Böhler Werkskapelle Kapfenberg, Puschtra Viergesang, Geschwister Bräuer, Zauchenseer Viergesang, Häusler Hias & Musikanten, Vindobona Schrammeln, Raggaler Alphornbläser, Stadtchor Ferlach, Familienmusik Six, Tiroler Kirchtagmusig. |  |
| 78    | An Salzach und Inn                                                 | 8. Mai 1997       | Burghausen, Altötting, Braunau, Schärding                          | Raschhofer Terzett, Familie Burgstaller, Rupertiblech, Burghauser Dirndln, Braunauer Dreigesang, Neuöttinger Männer-Dreigsang, Blankenbacher Tanzlmusi, Werkkapelle Wacker-Chemie Burghausen, Stadtkapelle Schärding. |  |
| 79    | Die Mitte Tirols                                                   | 29. Mai 1997      | Leutasch, Scharnitz, Porta Claudia, Seefeld, Sellrain, Kühtai      | Männergesangsverein Porta Claudia, Hattinger Tanzlmusig, Leutascher Volksmusikanten, Telfer Dreigesang & Oberinntaler Zithermusik, Musikkapelle Seefeld, Geschwister Petregger, Musikkapelle Sellrain, Gesangsverein Reith, Bläser der Tiroler Sonnwendmusig.                                                                                                   |  |
| 80    | Nationalpark Hohe Tauern – Tirol                                   | 15. August 1997   | Nationalpark Hohe Tauern - Osttiroler Teil                         | Viergesang des Singkreises Dölsach, Die Grittldorfer Musikanten, D’Seespitzler, Musikkapelle Virgen, Familie Mattersberger, Kalser Heimatklang, Heimatchor Prägraten, Männergesangsverein Hopfgarten, Klarinettentrio St. Veit, Debanttaler Tanzlmusig. |  |
| 81    | Die Traun – Von den Ursprüngen bis zur Mündung                     | 26. Oktober 1997  | Traun, Traun-Ursprung, Thomas-Bernhard-Haus Ohlsdorf, Traunviertel | Gemischter Chor Bad Aussee, Ziegelbachmusi, Goiserer Klarinettenmusi, Ischler Seitlpfeifer, Hohtraxlecker Sprungschanznmusi, Ebenseer Viergesang, Traunfallmusi, Union-Chor Lambach, Musikverein der österreichischen Bundesbahner Wels |  |
| 82    | Von der Hohen Alm zum Hohen Wein                                   | 8. Dezember 1997  | Saualpe, Soboth, Sausal, Kitzeck im Sausal                         | Kärntner Weisenbläser, St. Oswalder Viergesang, Trachtenkapelle Markt Griffen, Gemischter Chor Frantschach, Leibnitzer Hochzeitsmusi, Marktmusikkapelle Eibiswald, Schwanberger Doppelquartett, Sulmtal Trio, Volksmusik und Viergesang aus St. Martin |  |
| 83    | Weihnachten in Österreich – Zwischen Wien und Vorarlberg           | 25. Dezember 1997 |                                                                    | Blechbläserensemble des Wiener Staatsopernorchesters, Wiener Sängerknaben, Bundesmusikkapelle Alpbach, Lorenzner Tanzlmusig, Faschiner Alphornbläser, Familienmusik Bär, Die Tanzgeiger, St. Florianer Sängerknaben, Grazer Jungsteirer, Grenzlandchor Arnoldstein, Buchgrabler, Familienmusik Six, Raschhofer Terzett, Hiatabuam des Salzburger Adventsingens. |  |

## 1998
| Folge | Titel                                                        | Erstausstrahlung  | Handlungsorte                                                                                 | Beteiligte Interpreten |
| ----- | ------------------------------------------------------------ | ----------------- | --------------------------------------------------------------------------------------------- | --- |
| 84    | Klingendes Österreich – Auslese 1997 – Aus dem Stift Schlägl | 5. April 1998     | Stift Schlägl, OÖ.                                                                            | Bürgergarde Aigen-Schlägl, Leonfeldner Kantorei, Ausseer Bradlmusi, Die Reisberger, Aureither Tanzlmusig, Familienmusik Gasteiger, Kitzbühler Trachtensänger, Rauchenbichler Dreigesang, Tanzlmusi Saitenweis, Unterhartberger Musikanten |
| 85    | Vom Most zum Eisen – Zwischen Strengberg und Gesäuse         | 21. Mai 1998      | Mostviertel: Strengberg, Stift Seitenstetten; Eisenstraße: St. Sebald am Heiligenstein, Weyer | Flügelhorntrio Windhag, Stadtkapelle Haag, Jugendblasorchester Stadt Haag, Familienmusik Zehetner, Scheibbser Dreier, Pyhrn-Eisenwurzen Geigenmusi, Trachtenkapelle Harmonie Weyer, Moastoamusi |
| 86    | Im Pustertal – Von der Lienzer Klause zum Pragser Wildsee    | 11. Juni 1998     | Pustertal/Südtirol: Bruneck, Schloss Sonnenburg, Kronplatz, Pragser Wildsee                   | Bürgermusik Bruneck, Musikkapelle Reischach, Uttenheimer Viergesang, Ahrntaler Fünfgesang, Weißbichlmusig, Laurenzimusig, Südtiroler Feiertagsmusig, GÖMA Viergesang, Olanger Tanzlmusig, Toblacher Bläser, Osttiroler Geigenmusig, Duo Girstmair-Weger, Villgrater Viergesang, NordOst Saitig, Südtiroler 6er Musig, Kleablattl, BrunVerdi Trio, Musikkapelle Niederdorf, Schützenkompanie Johann Jäger Niederdorf |
| 87    | Nationalpark Hohe Tauern – Kärnten                           | 15. August 1998   | Nationalpark Hohe Tauern - Kärntner Teil                                                      | Chor der Hauptschule Winklern, Gemischter Chor Heiligenblut, Großkirchheimer Weisenbläser, Trachtenkapelle Heiligenblut und Mallnitz, Männergesangsverein Mallnitz, Hochalm Dirndlen, Mörtschacher Musikanten. |
| 88    | Die Kalte Kuchl – Waldparadies hinter Rax und Schneeberg     | 26. Oktober 1998  | Kalte Kuchl (Gutensteiner Alpen, NÖ)                                                          | Sängerrunde St. Aegyd, Raimundbläser, Klarinettenmusi Rohr im Gebirge, Stadtkapelle Lilienfeld, Puchberger Tanzlmusi, D’Blauäugerl, D’Schlofhaumbuam, Trachtenkapelle Neuberg a.d. Mürz, Altsteirermusi Kogler, Klarinettenmusi Rohr im Gebirge |
| 89    | Gebirge ohne Härte – Die Fischbacher Alpen                   | 8. Dezember 1998  | Fischbacher Alpen, Stmk. St. Kathrein am Hauenstein, Alpl, Pretulalpe,                        | Singkreis Stanz, Mürztalchor Kindberg, Fischbacher Viergesang, Volkstanzgruppe Wenigzell, Familienmusik Froihofer, Waldhornbläsergruppe Graf Spiegelfeld, Bläserquintett Langenwang, Fischbacher Kirtagsmusi, Pichler Musi, Musikverein Heilbrunn, Musikverein Birkfeld, Musikverein Fischbach, Pacher Musik |
| 90    | Weihnachten zwischen Tennengau und Berchtesgaden             | 25. Dezember 1998 | Tennengau, Berchtesgadener Land                                                               | Dürrnberger Chor, Perler Buam, Ramsauer Sänger, Tennengauer Zweigesang, Königseer Fleitl- und Gitarrenmusi, Berchtesgadner Saitnmusi, Dürrnberger Bläser, Leopoldskroner Weisenbläser, Rupert-Quartett, Untersberger Klarinettenmusi, Rotofenmusi, Dürrnberger Tanzlmusi, Gamper Stubnmusi |

## 1999
| Folge | Titel                                                                             | Erstausstrahlung  | Handlungsorte                                                                                           | Beteiligte Interpreten |
| ----- | --------------------------------------------------------------------------------- | ----------------- | --- | --- |
| 91    | Klingendes Österreich – Auslese 1998 – Aus Krems in der Wachau                    | 5. April 1999     | Krems an der Donau, NÖ.                                                                                 | Katschtaler Kirchenchor, D’Heiligenstoana, Dürrnberger Chor, Höfler Chor, Laurenzi-Musig, Auftanz, Sonntagsmusig, Dürrnberger Bläser, Rotofenmusi, Fischbacher Kirtagsmusi, Puchberger Tanzlmusi, Brüder Rehm, Damaregi, Donnerbacher Viergesang, Salzkammergut Geigenmusi, Volkstanzgruppe Wenigzell, Wiener Zitherlehrerquartett, Buama-Dirndl-Tanzlmusi, Trachtenkapelle Heiligenblut, Stadtkapelle Krems                                                        |
| 92    | Auf uraltem Boden                                                                 | 13. Mai 1999      | Eferding, Schloss Starhemberg, Sauwald, Schloss Zell an der Pram, Stift Engelszell, Waldburg, Freistadt | Stadtkapelle Eferding, Goldhauben-Frauen Eferding, Volkstanzgruppe Eferding, Gemischter Chor St. Marienkirchen am Hausruck, Schärdinger Volksmusik, Familienmusik Hartwagner, Anreiter Streich, Raimund Tanzlmusi, Rainbacher Dreigesang, Rathausmusi, Stadtkapelle Freistadt, Bürgergarde Freistadt, Trachtenmusikkapelle Neumarkt im Mühlkreis |
| 93    | In ruhigen Winkeln                                                                | 3. Juni 1999      | Oberwölz, Burg Rothenfels, Sankt Lambrecht, Metnitz, Friesach                                           | Singkreis Ars Musica, Neuwirtmusi, Familienmusik Maier, Kaiser Stoandl Musi, Stadtkapelle Friesach, Oberwölzer Gesangsquartett, Sölker Viergesang, Musikkapelle Winklern-Oberwölz, Gemischter Chor St. Lambrecht, Laßnitzer Bläser. |
| 94    | Nationalpark Nockberge                                                            | 15. August 1999   | Nationalpark Nockberge                                                                                  | Singkreis Reichenau, Katschtaler Sängerrunde, Thomataler Pfeifer, Volkstanzgruppe Krems in Kärnten, Oberkärntner Volksmusik, Jagdhornbläser Ramingstein-Thomatal, Kleinkirchheimer Bauernmusik, Quartett Almrose Radenthein, D-Heuboaser, Trachtenkapelle St. Margarethen im Lungau |
| 95    | Einsame Mitte                                                                     | 26. Oktober 1999  | Pongau, Lungau, Taurachbahn                                                                             | Trachtenmusikkapelle Altenmarkt & Strucker Schützen Altenmarkt & Schnalzergruppe Altenmarkt, Burgstoaner Dreigesang, Talschlußmusi, Obersteiner Weisenbläser, Singkreis Obertauern, Mauterndorfer Tanzlmusi, Tamsweger Dreisgesang, Mariapfarrer Bläser, Die junge Lungauer Tanzlmusi, Trachtenmusikkapelle Lessach & Historische Schützenkompanie Lessach. |
| 96    | Rund um Brixen                                                                    | 8. Dezember 1999  | Brixen, Eisacktal, Plose, Schloss Rodenegg, Schloss Velthurns                                           | Musikkapell Aufers & Musikkapell St. Andrä & Bürgerkapelle Brixen, Mellauner Sänger, Weisenbläser Feldthurns, Toarwändmusig, Pfarrchor Lüsen, Hoangartler, Lajener Dreigesang, Latzfonser Stubenmusig, Hofburgmusig, Männergesangsverein Brixen |
| 97    | Weihnachten zwischen Kitzbühel und Zell am See – Vom Hahnenkamm zur Schmittenhöhe | 25. Dezember 1999 | Kitzbüheler Alpen                                                                                       | Stadtmusikkapelle Kitzbühel, Schützenkompanien Kitzbühel, Mitterhögl Hausmusik, Sainihonsa Viergesang, Aschauer Weisenbläser, Gruber Zwoagsang, Augeiger, Joseph Fuchs, Feierab'nd Musig, Pinzgauer Geschwistermusi, Singkreis Mittersill, Stubnmusi Kalcher, Saalachtaler Jagdhornbläser, Antonisinger, Saupiz'n Musi, Salzberger Dreigesang, Bürgermusikkapelle Zell am See, Schützenkompanie Zell am See, Hansi Hinterseer, Annemarie Rauch, Siegfried Weitlaner |

## 2000
| Folge | Titel                                                | Erstausstrahlung  | Handlungsorte                                                                     | Beteiligte Interpreten |
| ----- | ---------------------------------------------------- | ----------------- | --------------------------------------------------------------------------------- | --- |
| 98    | Klingendes Österreich – Auslese 1999 – Aus Salzburg  | 24. April 2000    | Salzburg                                                                          | Carinthia Chor Millstatt, Stoanegger Soatnmusig, Angerberger Weisenbläser, Musikkapelle und Schützencorps Metnitz, Sunnseitnmusi St. Johann, Fuchsbartl-Banda, Weinbergmusi, Postmusik Salzburg |
| 99    | Auf alten Spuren – Vom Waldviertel nach Dürnstein    | 1. Juni 2000      | Waldviertel, Dürnstein (Wachau) Schloss Ruegers, Stift Geras, Burg Rappottenstein | Grenzlandkapelle Hardegg, Pöggstaller Viergesang, D'Rosenegger Zwiefachen, Die Schloßheiligen, 4/4 G'Sang, Die Findlinge, Trachtenkapelle Ottenschlag, Stoahoat & Bazwoach, Wachauchor Spitz |
| 100   | Die Hundertste - 9 mal Österreich                    | 22. Juni 2000     | Alle neun Bundesländer                                                            | Chor der TG Lustenau, Kiesenhofer Geigenmusi, Stadtmusikkapelle und Schützenkompanie Wilten, Göllwurzn Musi, Singkreis Klagenfurt-Wörthersee, Volkstanzgruppe Oberösterreich, Blasmusik der Musikschule St. Pölten, Stadtkapelle Wilhelmsburg, Musikverein Karlstetten, Trachtenverein Bregenz, Grazer Jungsteirer, Tamburizzagruppe Kolo Slavuj  |
| 101   | Im Ländle – Vorarlberg                               | 15. August 2000   | Vorarlberg                                                                        | Muntafuner Tanzbodamusig, Bremonta Dreigesang, Sonus Brass Ensemble, Kirchtagsänger, Dornbirner Blaskapellen, Auer Frauernchörle, Luzia's Stubenmusik, Raggaler Alphornbläser, Volksmusikgruppe Schwarzenberg, Tanzpaare aus dem Ländle |
| 102   | An der Dolomitenstraße – Vom Grödner Joch bis Sexten | 22. Oktober 2000  | Dolomiten, Südtirol: Große Dolomitenstraße                                        | Südtiroler 6er-Musig, Grödner Frauendreigsang, Kolfuschger Alphornbläser, Familie Schuen, Harfenduo Mirjam und Susanne, Geschwister Oberhammer, Osttiroler Geigenmusig, Toblinga Samstamusig, Musikkapelle Wengen |
| 103   | Die Tuxer Voralpen                                   | 8. Dezember 2000  | Tuxer Alpen: Patscherkofel, Lizum, Pankrazberg                                    | Landstreicher, Stadtmusikkapelle Amras, Volderberger Hausmusik, Familie Kröll, Rettenberger Musikanten, Musikkapelle Weerberg, Peter Moser an der Orgel, Tuxer Tanzlmusig, Singkreis Tux, Zillertaler Weisenbläser |
| 104   | Weihnachten im Salzkammergut                         | 25. Dezember 2000 | Salzkammergut: Feuerkogel, Loser, Krippenstein, Wallfahrtskirche St. Wolfgang     | Liedertafel Strobl und Rathausmusi, Ortsmusikkapelle Strobl, Gosinger Klarinettenmusi, Goiserer Geigendischgu, Sunnseitnmusi, Hoferbuam, Streichquartett Brucknerkonservatorium Linz, Gosinger Dreigesang, Altausseer Seitlpfeifer, Strobler Fotzhoblmusi, St. Leonharder Dreigesang, Ischler Viergesang, Hochanger Dreigesang, Unteraumusikanten |

## 2001
| Folge | Titel                                                       | Erstausstrahlung  | Handlungsorte | Beteiligte Interpreten |
| ----- | ----------------------------------------------------------- | ----------------- | --- | --- |
| 105   | Klingendes Österreich – Auslese 2000 – Steirische Schlösser | 26. April 2001    | Steiermark: Schlösser Kornberg, Obermayerhofen, Pöllau, Külml, Stubenberg, Schielleiten, Herberstein Riegersburg | Kernstock-Kapelle, Steirische Aufgeiger, Ägidiussänger, Irrsberg Musi, Erstes Gesamttirolerisches Gitarrenduo, Flügelhornduo Feuerstein, Flözihabok, Hausmusik Kenyeri, Chor Haag |
| 106   | Auf alten Pfaden – Vom Kaiserwinkel zum Chiemsee            | 27. Mai 2001      | Kaiserwinkl, Kaisergebirge, Chiemgauer Alpen, Chiemgau, Maria Klobenstein, Streichenkirche, Kampenwand           | Erpfendorfer Tanzlmusig, Junge Riederinger, Wildenwarter Dreigesang, Leukentaler Soatnmusig, Familie Pletzer, Laubensteiner Bläser, Schlechinger Alphornbläser, Rottauer Klarinettenmusi, Musikkapelle Aschau, Bundesmusikkapelle Schwendt |
| 107   | Die Hohe Veitsch – Zwischen Schneealpe und Hochschwab       | 14. Juni 2001     | Hohe Veitsch (Mürzsteger Alpen), Hochschwabgruppe, Dürrsee, Burg Oberkapfenberg                                  | Werkskapelle Veitsch, Stübminger Viergesang, Pretuler Hofmusi, Mürzsteger Bläserquintett, Sonntagsmusi, Volksmusik Trippl-Pfeilstöcker, Turnauer Dreigesang, Volkstanzgruppe Mürztal, Kindberger Jungstreich, Fiedlkouch |
| 108   | Berge im Süden – Magdalensberg, Karawanken, Koschuta        | 15. August 2001   | Magdalensberg, Schloss Hunnenbrunn, Karawankengebirge, Hemmaberg, Zell, Koschuta                                 | Eisenbahner Musikverein u. Stadtkapelle St. Veit/Glan, Glantaler Blasmusik Frauenstein, Doppelsextett Carinthia, Woschitz Buam, Männergesangsverein Grafenstein, Jauntaler Streich, Quintett Petzen, Gemischter Chor Zell-Pfarre, Volksmusik Ogris, Gemischter Chor Danica |
| 109   | Rund um König Laurins Rosengarten – An der Dolomitenstraße  | 26. Oktober 2001  | Dolomiten, Südtirol und Trentino: König Laurins Rosengarten, Rosengartengruppe                                   | Männerchor Sasslong, Männergesangsquartett MOMM, Tierser Alphornbläser, Junge Lorenzner Tanzlmusig, C-Zug Musig, Mädchen-Viergesang Gröden, Kaseralm SängerInnen, Familie Großrubatscher, Musikverein St. Ulrich, Wangener Musikanten |
| 110   | An alten Grenzen – Unterwegs in Cis- und Transleithanien    | 2. Dezember 2001  | Historischer Grenzfluss Leitha, Kaisersteinbruch, Schlösser von Laxenburg                                        | 1. Burgenländische Trachtenkapelle Donnerskirchen, Sommereiner Viergesang, Höfleiner Tanzlmusi, Steinberg Trio, Brucker Singkreis, Kirchenchor Maria Lanzendorf, Joseph Haydn-Brass, Lax Blech, Musikverein Moosbrunn, Musikverein Lyra Wr. Neudorf, Musikverein Trautmannsdorf, Trachtenkapelle Sarasdorf. |
| 111   | Weihnachten im Pongau                                       | 25. Dezember 2001 | Pongau | Bläserensemble der Trachtenmusikkapelle Werfen, Pfarrwerfner Tanzlmusi, Spumberger Dreigesang, Höllbergmusi, St. Martiner Tanzlmusi, Kampenbrunner Sänger, Gasteiner Volksliedchor, Bauernmusikkapelle Bischofshofen, Hirtenhornbläser St. Veit, Rupert Linsinger, Tennkoglmusi, Pongauer Tanzbodenmusi, Höllbergmusi, Toni Leitn sen. & jun., Zauchenseer Viergesang, Pfarrwerfner Tanzlmusi, Wagrainer Bläser, Spumberger Dreigesang |

## 2002
| Folge | Titel                                                                 | Erstausstrahlung  | Handlungsorte | Beteiligte Interpreten |
| ----- | --------------------------------------------------------------------- | ----------------- | --- | --- |
| 112   | Klingendes Österreich – Auslese 2001 – Aus Kremsmünster und Steyr     | 31. März 2002     | Stift Kremsmünster, Steyr | Berg- und Talmusi, Buchgraben Trio, Pyhrn-Eisenwurzen Tanzlmusi, Eisenkeller Soatnmusig, Rotofenmusi, Donnersbacher Viergesang, Hoagaschtmusi, Trachtenmusikkapelle Kremsmünster, Gurktaler Viergesang und Brixentaler Harfenduo |
| 113   | Steinreiches Niederösterreich                                         | 9. Mai 2002       | Eggenburg, Maissau, Pulkau, Rosenburg | Priv. uniform. Bürgerkorps Eggenberg, Singgemeinschaft Eggenberg, Die Saitenhüpfer, Volkstanzgruppe Schmidatal, Ziersdorfer Stubenmusi, Quartett Pulcanto, Warepu Brass, Altenburger Sängerknaben, Weinviertler Kirtagsmusi |
| 114   | An der Karnischen Dolomitenstraße                                     | 30. Mai 2002      | Karnische Alpen, Julische Alpen, Gailtaler Alpen                                                                                             | Eisenbahnermusikverein Stadtkapelle Villach, Grenzlandchor Arnoldstein, Volksmusik Lippauer, Gailitzer Kirchtagsmusik Arnoldstein, Quintetto Femminile Lussari, Familienmusik Bernhard, Gemischter Chor Kirchbach, Die 5 Gailtaler, Bläserquartett Reißkofel-Reisach                                                                 |
| 115   | Zwischen Kaltern und Latemar                                          | 15. August 2002   | Südtirol: Kaltern, Latemar, Mendelpass, Maria Weißenstein, St. Helena                                                                        | Musikkapelle Kaltern, Regglberger Sänger, Alpenvereinssinggemeinschaft Unterland, Traminer Tanzlmusig, Überetscher Stubenmusig, Kirchenchor und Bläser Deutschnofen, Musikkapelle und Schützenkompanie Deutschnofen, Südtiroler Tanzlmusig, Steinegger Klarinettenmusig                                                              |
| 116   | Spuren eines Jahrtausends – Vom Stift Stams zur Churburg im Vinschgau | 26. Oktober 2002  | Tirol, Südtirol: Stift Stams, Oberes Gericht, Churburg                                                                                       | Kirchenchor Müstair, Tiroler Sunnwendmusig, Ötztaler Viergesang, Frauendreigesang S’Terzett, Menas Hausmusig, Vinschger Schwegelpfeiffer, Wirtshausmusi, Ötztaler Barockbläser, Obervinschger Tanzlmusig, Familienmusik Schöpf, Flügelhornduo Margreiter-Moser, Musikkapelle Nauders, Geschwister Weber                              |
| 117   | Das alte Kloster und die einsamen Berge                               | 8. Dezember 2002  | Abtei Seckau, Seckauer Tauern, Niedere Tauern, Wallfahrtskirche Maria Schnee auf der Gleinalm, Wallfahrtskirche Maria Schnee auf der Hochalm | Gaaler Weisenbläser, Volksmusikgruppe Rinner, Musikkapelle Seckau, Kirchenchor Seckau, Hausmusik Wachter, Hausmusik Offenbacher, Geschwister Reumüller, St. Margarethener Faßl-Musi, Rachauer Sänger |
| 118   | Das Große Lied – Die Entstehung von Stille Nacht                      | 25. Dezember 2002 | Oberndorf, Mariapfarr | Schönholz-Musi, Brüder Glieber, Flachauer Stubnmusi, Liedertafel Hallein, Stubnmusi Burghausen, Salzburger Saitenbläser, Klarinettentrio Mariapfarr, Rainbacher Dreigesang, Gemshorn-Trio Burghausen, Volksschule Schwaighofen, Elstätzinger Geigenmusi, Barock-bläser Leopoldskron, Georgenberger Dreigesang, Flachgauer Viergesang |

## 2003
| Folge | Titel                                                             | Erstausstrahlung  | Handlungsorte                                                                                           | Beteiligte Interpreten |
| ----- | ----------------------------------------------------------------- | ----------------- | --- | --- |
| 119   | Klingendes Österreich aus dem Tiergarten Schönbrunn               | 21. April 2003    | Tiergarten Schönbrunn, Wien                                                                             | Bundesmusikkapelle Brandenberg, Moosbacher Zithertrio, Die Almhütten Sänger, Singgemeinschaft Kötschach-Mauthen, Muntafuner Tanzbodamusig, Lockenhaus Streich, Geschwister Thaler, Göllwurz’nmusi, Pernecker Klarinettenmusi, Alpbacher Bläser, Malat Schrammeln, Ausseer Bradlmusi                  |
| 120   | Die Rax und Reichenau – Schlösser, Villen, Berge, Brunnen         | 29. Mai 2003      | Reichenau an der Rax, Rax-Schneeberg-Gruppe, Kaiserbrunn                                                | Grünbacher Tanzlmusi, Neunkirchner Bläserquartett, Singgemeinschaft Payerbach-Reichenau, Kreuzberger Musikverein, Zithergruppe Payerbach-Reichenau, D’Siedinger, Mundharmonika Trio Enzenreith, Steirer Dreier, Tanzlmusi Saitenweis                                                                 |
| 121   | Wasserwunder – Vom Großglockner bis Hellbrunn                     | 19. Juni 2003     | Land Salzburg, Wasserspiele Hellbrunn                                                                   | Rainer-Musikkapelle Salzburg, Obermölltaler Gemeinschaftschor, Tennengauer Stammtischmusi, Pinzgauer Dreigesang, Spumberger Dreigesang, Untersberger Klarinettenmusi, Gasteiner Tanzlmusi und Pinzgauer Tanzlmusi                                                                                    |
| 122   | Der eiserne Pilgerweg – Die Mariazellerbahn                       | 15. August 2003   | Mariazellerland, Mariazellerbahn, Kameltheater Kernhof                                                  | Musikverein Obergrafendorf-St. Margarethen & Die Pielachtaler, Tannberger Viergesang, Kirchberger Tanzlmusi, Heimat- und Trachtenverein Frankenfels, Familienmusik Rössler, Türnitzer Tanzlmusi, Mitterbacher Sänger, Göschlhofmusi, Männerchor Alpenland                                            |
| 123   | Über die Gletscher – Im Ötz- und Schnalstal                       | 26. Oktober 2003  | Ötztaler Alpen, Ötztaler Freilichtmuseum, Schnalstal                                                    | Vinschger Chor, Gastl Stub’nmusig, Die 3 Eztolar Madlen, Fischbachchor Längenfeld, Tiroler Tanzbod’nmusig, Die Hoameligen, Infanglermusi, Malser Weisenbläser, Schützenkompanie Längenfeld, Musikkapelle Unser Frau – Karthaus, Latscher Tanzlmusi, Musikkapelle Huben im Ötztal                     |
| 124   | Land vor dem Toten Gebirge – Im oberösterreichischen Alpenvorland | 8. Dezember 2003  | Totes Gebirge, Offensee, Laudachsee, Traunviertel, Oberösterreichische Voralpen                         | Pinsdorfer Bläser, Köcker Musi, Marktmusikkapelle Vorchdorf und Musikverein der Siebenbürger, Viechtwanger Sänger, 5/8-Musi, Harfenduo Saitnvakehrt, Berthold Chor Scharnstein, Stoderer-Trio, Salzkammergut Geigenmusi                                                                              |
| 125   | Im Schatten der Steinberge – Von Maria Kirchental bis Maria Eck   | 25. Dezember 2003 | Maria Kirchental, Loferer und Leoganger Steinberge, Lamprechtsofen, Chiemgauer Alpen, Kloster Maria Eck | Stoaner Sänger, Trauntal Tanzlmusi, Weinglasl Geigenmusi, Pinzgauer Geschwistermusi, Reiteralmer Tanzlmusi, Mitterberg Weisenbläser, Riederinger Sänger, Singgemeinschaft Lofer-St. Martin, Randlegger Musi, Schrambacher Saitnmusi, Pinzgauer Feiertagsmusi, Holzner Stubenmusi, Sulzberger Dirndln |

## 2004
| Folge | Titel                                                    | Erstausstrahlung  | Handlungsorte | Beteiligte Interpreten |
| ----- | -------------------------------------------------------- | ----------------- | --- | --- |
| 126   | Spuren der Erinnerung - Zwischen Goldegg und Wartenfels  | 12. April 2004    | Museen in Salzburg, Bayern und Oberösterreich.                                                                                          | Antoni Singer, Eiris, Aubichl Sänger, Ruperti Blech, Pongauer Bläser, Schwaibergmusi, D’Vorderanger Bläser, Hatecker Tanzlmusi, Fuschler Dreigesang, Werfenwenger Tanzlmusi, Rainbergmusi |
| 127   | Von den Kletterfelsen zu den Weinbergen                  | 20. Mai 2004      | Hohe Wand, Dreiländerecke bei Sankt Martin an der Raab, Dreiländereck zwischen Steiermark, Burgenland und Slowenien, Klöcher Weinstraße | Liblos, Oststeirische Klarinettenmusi, Eichbergmusi, Neunkirchner Musikverein, Kreitza Musikanten, Singgemeinschaft Jennersdorf, Jungpartie des Steirischen Jägerchores, 3-Klang, Gnaser Jungsteirer |
| 128   | Vom Innufer zum Dreisesselberg                           | 10. Juni 2004     | Obernberg am Inn, Stift Reichersberg, Kloster Vornbach, Schloss Neuhaus am Inn, Dreisesselberg                                          | Vichtensteiner Bläser, Chorvereinigung Reichersberg, Vilsleiten Musi, Solinger Landlermusik, Familienmusik Hoffmann, Musikkapelle Mörschwang, Meraner Dreigesang, Obernzeller Tanzlmusi, Musikkapelle Kirchdorf, Musikkapelle Antiesenhofen-Reichersberg, Oswalder Bradlmusi                             |
| 129   | Vom Ultental zum Stilfserjoch                            | 14. August 2004   | Ultental, Martelltal, Suldental, Trafoital, Stilfser Joch                                                                               | Blasmusikkapelle St. Walburg, Burggräfler Viergesang, Hoamstanzer Okarinamusig, Lananer Dreigesang, Geschwister Pichler, Laaser Böhmische, Tobias & Jakob, Prader Weisenbläser |
| 130   | Wunder des Ursprungs – Die Zillergründe                  | 31. Oktober 2004  | Hundskehlgrund, Sundergrund, Bodengrund, Stilluppgrund, Floitengrund, Gungglgrund                                                       | Bundesmusikkapelle Brandberg, Brüder Dengg, Zeller Bläser, Tuxer Singkreis, Zillerbrüggler, Harfenduo Steinberger, Bundesmusikkapelle Ginzling-Dornauberg, Schützenkompanie Mayrhofen, Familiendreigesang Kröll, Tiroler Klarinettenmusig, Geschwister Kreidl, Finkenberger Tanzlmusig, Hippacher Bläser |
| 131   | Das große Stift und seine Nachbarn                       | 4. Dezember 2004  | Stift Melk, Kartause Gaming, Kartause Aggsbach, Burg Plankenstein                                                                       | Stifta Geigenmusi, Daius Quintett, Wieselburger Stammtischmusi, Hochrießer Okarinamusi, Chorgemeinschaft Kilb, Musikverein Texingtal, Seggauer Tanzlmusi, Brüder Berger, Jagdhornbläsergruppe Gaming |
| 132   | Von der Burg Finstergrün über die Turrach nach Millstatt | 25. Dezember 2004 | Burg Finstergrün, Turracher Höhe, Stift Millstatt                                                                                       | Trachtenmusikkapelle Ramingstein, Lungauer Tanzlmusi, Lungauer Hackbrettmusi, Ramingstoana Birkenblattlduo, Perstl Viergesang, St. Peterer Jungsteirer, Altenbacher Hausmusik, Singkreis Ebene Reichenau, HolzBlech, Quartett B.A.S.T., Brass Quintett HoViHoLoHoff, Carinthia Chor Millstatt            |

## 2005
| Folge | Titel                                                     | Erstausstrahlung | Handlungsorte                                           | Beteiligte Interpreten |
| ----- | --------------------------------------------------------- | ---------------- | ------------------------------------------------------- | --- |
| 133   | Spuren der Vergangenheit – An March und Donau             | 26. März 2005    | Marchfeldschlösser                                      | Musikverein Jugendkapelle Orth a.d. Donau, Zistersdorfer Terzett, Marchfelder Bläserkreis, Mitglieder der Wiener Philharmoniker, Saitenmusi Pottenstein, Stallberg Musikanten, Singkreis Matzen, Sait’n-swinger                |
| 134   | Im Hausruckviertel – Zwischen Schwanenstadt und Peuerbach | 5. Mai 2005      | Hausruckviertel, Schloss Aistersheim, Peuerbach         | Blechwerk, Ungenacher Viergesang, Auhäusler Saitenmusi, Eisenbahnermusikkapelle Grieskirchen, Stadtkapelle Grieskirchen, Quattro Clarinetti, Viergesang Derschmidt, Waizenbläser, Pulverriedl-Musi, Wildbergmusi               |
| 135   | Wege im Laufe der Zeit – Von Plöckenpass zum Felbertauern | 16. Mai 2005     | Plöckenpass, Drautal, Iseltal, Tauerntal, Felber Tauern | Blechsaitn Musi, Quintett St. Lorenzen, Lesachtaler StreichXang, Singkreis Oberdrauburg, Musikkapelle Nikolsdorf, S'Juli Trio, Virger Tanzbodenmusig, Geschwister Guggenberger, Sunnseitner Tanzmusik                          |
| 136   | Das Ahrntal – Ein Herzstück der Ostalpen                  | 20. August 2005  | Tauferer Ahrntal                                        | Lorenzner Tanzlmusig, Tauernquartett, Die Uttenheimer Schwegler, Musikkapelle Luttach, Mühlbachl-Soatnmusig, Puschtra Viergsong, Ahrntaler Geigenmusig, Weisenbläser der Südtiroler 6er Musig                                  |
| 137   | Schöne Almen in Vorarlberg – In der Heimat des Bergkäses  | 22. Oktober 2005 | Almen in Vorarlberg                                     | Lecher Alphornbläser, Die Innwäldler, Geschwister Metzler, Luggis Klarinettenmusig, Duo Blackolmer-Mangeng, Die Zemmatgwürflata, Zithertrio Pfänderstock, Crazy Voices, Jagdhornbläser der Bezirksgruppe Bludenz               |
| 138   | Einsame Schönheit nebenbei – Die Packalpe                 | 8. Dezember 2005 | Pack- und Stubalpe, Hirschegg, Maria Lankowitz, Pack    | Hirschegger Bratlmusi, Lankowitzer Leiblknöpf, Marktmusikkapelle Erzherzog Johann Edelschrott, Familie Sorger, Köflacher Streich, Buchbauer Trio, St. Stefaner Blasmusik, Zithermusik Reichenfels, Gemischter Chor Reichenfels |

## 2006
| Folge | Titel                                                      | Erstausstrahlung | Handlungsorte | Beteiligte Interpreten |
| ----- | ---------------------------------------------------------- | ---------------- | --- | --- |
| 139   | Größe ohne Reichtum – Das Stift Michaelbeuern in Salzburg  | 3. Jänner 2006   | Benediktinerabtei Michaelbeuern, Seewalchen am Attersee, Obersulz, Michelbeuern (Wien), Augustiner Bräu Kloster Mülln | Trachtenmusikkapelle und Stiftschor Michaelbeuern, Ensemble Paris Lodron, Saitensprung, Wimhäusl Sängerinnen, Michaela Aigner (Orgel), mozPartie, Rossatzer Bläser, Almrausch-Terzett, Hongar Saitenmusi und Philharmonia Schrammeln Wien |
| 140   | Boden-Schätze – Im Hausruck- und Traunviertel              | 29. April 2006   | Ampflwang: Oö. Landesausstellung 2006, Traunfall, Ö. Pferdezentrum Stadl-Paura                                        | Bergmannskapelle Schmitzberg, Auhäusler Klarinettenmusi, Innviertler Wadlbeisser, Frankenburger Dreig'sang, Traunfallmusi, Familie Bieregger, Tassilo Musi, Hoferner Saitenmusi, Waldhansl'n, Bergknappenkapelle Kohlgrube                |
| 141   | Zwischen den Reichensteinen – Von Rottenmann nach Eisenerz | 1. Juni 2006     | Admonter Reichenstein, Burg Strechau, Rottenmann, Eisenerzer Reichenstein, Erzberg                                    | Familienmusik Huber, Musikverein Stadtkapelle Rottenmann, Singgemeinschaft Oppenberg, Lorenzer Blechomelette, Merzl-Klarinettenquintett, Gaishorner Viergesang, Quetschgeiger, Hartl Musi, Jagdhornbläsergruppe Eisenwurzen               |
| 142   | Wild und schön – Von der wilden Gerlos in die Wildschönau  | 15. August 2006  | Gerlospass, Krimmler Wasserfälle, Wildschönau                                                                         | Stualaus Musi, Gsund uns Musi, Tanzlmusi der Landesmusikschule Zillertal, Finkenberger Dreigesang, Bundesmusikkapelle Gerlos, Schwendberger Geigenmusi, Stummer Bläser, Kirchenchor Thierbach, Tiroler Wechselsaitige                     |
| 143   | Der goldene Rahmen – Bozen und seine Umgebung              | 1. November 2006 | Bozen und Umgebung, Schloss Runkelstein, Abtei Muri-Gries, Burg Karneid, Kohlerer Bahn                                | Blasmusikkapelle Oberbozen, Brüder Unterhofer, Wangener Musikanten, Singkreis Runkelstein, Geschwister Thaler, Durnholzer Viergesang, Überetscher Stubenmusig, Radlmoser Dreigesang, Paulsner Weisenbläser                                |
| 144   | Österreichs edler Norden – Unterwegs im Waldviertel        | 8. Dezember 2006 | Weitra, Gmünd, Litschau, Heidenreichstein, Naturpark Blockheide-Gmünd                                                 | Stadtkapelle Gmünd, Echsenbacher Kirtagsmusi, ¾-MusiWald 3/4g’sang, Ö-Streich, Männergesangsverein Gmünd, Wiener Salonschrammeln, Saitenansicht, Yspertaler Weisenbläser                                                                  |

## 2007
| Folge | Titel                                                                | Erstausstrahlung  | Handlungsorte                                                                                                | Beteiligte Interpreten |
| ----- | -------------------------------------------------------------------- | ----------------- | --- | --- |
| 145   | Unvergängliche Wunderwelt – Zwischen Moosburg und Landskron          | 6. Jänner 2007    | Ossiacher See, Schloss Moosburg, Gerlitzen, Burg Landskron                                                   | Volksmusikensemble Manfred Schuler, Geschwister Kircher, Quartett Almrose Radenthein, Hahn im Korb Musi, Quartett Seltenheim, Familie Lerchbaumer, Gemischter Chor Ossiach, Onreisser Musi, Hoagåscht Musi Kärnten                                          |
| 146   | Des Staunens wert – Neben der Donau von Schönbühel nach Kreuzenstein | 17. Mai 2007      | Mostviertel: Schloss Schönbühel, Kartause Aggsbach, Dunkelsteinerwald, Maria Langegg, Schloss Thürnthal      | Albert und Seine Musikanten, Juligeiga, Chorgemeinschaft Aggsbach-Arnsdorf-Schönbühel, Federspiel, Salterina, Musikverein Stadtkapelle Traismauer, Dreigesang Draxler-Monetti-Niemeczek, Wolfgang Brunner, Spirk Trio, Adolf Ehrentraud, Gerhard Zehethofer |
| 147   | Zur schönen Aussicht – Zwischen Warscheneck und Dachstein            | 7. Juni 2007      | Warscheneckgruppe, Steirischer Bodensee, Steirische Ramsau, Dachsteingebirge                                 | Tambergmusi, Waldnerwirtmusi, Evangelischer Kirchenchor Gröbming, Bläser der Wetterloch Blos, Hollerschnapszuzler, Marktmusikkapelle Haus im Ennstal, Altsteirer Musi' Kogler, Burgstoana Dreigesang, Brandalm-Musi                                         |
| 148   | Im Reich der steinernen Riesen – Die Dolomiten                       | 15. August 2007   | Dolomiten, Südtirol                                                                                          | Teiser Tanzlmusig, Eisenkellermusig, Kastelruther Männerviergesang, Südtiroler Perglmusig, Mujiga da bal, Alphornbläsergruppe Seiser Alm, Vielsaitig, Sexta Tanzl                                                                                           |
| 149   | Kaiser-Land – Zwischen Leogang und Kufstein                          | 1. November 2007  | Leogang, Pillerseetal, Kaisergebirge, Feste Kufstein                                                         | Maishofner Tanzlmusi, Kitzbüheler Feischtagmusig, Chorgemeinschaft St. Ulrich am Pillersee, 4-Klang, Stanglwirts Familie, Leukentaler Sänger, Bundesmusikkapelle Going, Die Gfierigen, Ebbser Kaiserklang                                                   |
| 150   | Vom Kirchenberg zum Weinberg – Ein steirischer Umweg                 | 15. Dezember 2007 | Maria Straßengel, Freilichtmuseum Stübing, Stift Rein, Basilika Mariatrost, Weltmaschine des Franz Gsellmann | Burgdorfer Dreigesang, Fuchsbartl-Banda, Grazer Festtagsmusi, Grazer Keplerspatzen, Steirische Blas, Spielmusik Potzmann, Stadtmusik Feldbach, Spafudla, Traminer Blas                                                                                      |
| 151   | Alte, Gute Nachbarschaft – Salzburg-Bayern-Salzburg                  | 29. Dezember 2007 | Großgmain, Bad Reichenhall, Kloster Höglwörth, Schloss Triebenbach, Lokwelt Freilassing, Liefering           | Salzburger Festtagsmusi, Großgmainer Geigenmusi, Junge Ramsauer Sänger, Stadtkapelle Bad Reichenhall, Junge Aufhamer Musikanten, Tobi Reiser Ensemble, Rotofen Klarinettenmusi, Lieferinger Prangerschützen, Lieferinger Fischermusikkapelle                |

## 2008
| Folge | Titel                                                            | Erstausstrahlung | Handlungsorte                                                                                                | Beteiligte Interpreten |
| ----- | ---------------------------------------------------------------- | ---------------- | --- | --- |
| 152   | Über die Haller Mauern – Von Admont nach Windischgarsten         | 31. Mai 2008     | Stift Admont, Haller Mauern, Gesäuse, Burg Gallenstein, Gleinkersee, Windischgarsten                         | Bio Musi, Altenmarkter Dreigesang, Zwanzleitner Musi, Jagdhornbläsergruppe Admont-Gesäuse, Hiaslberg Musi, Musikverein der Pfarrgemeinde Windischgarsten, Pyhrn-Eisenwurzen Geigenmusi, Eisenwurzenmusi, Männergesangsverein Admont |
| 153   | Das Goldene Eck – Zwischen Spittal an der Drau und dem Weißensee | 15. August 2008  | Goldeck, Schloss Porcia, Schloss Rothenthurn, Hundskirche Kreuzen, Weißensee                                 | Singkreis Porcia, Trachtenmusikkapelle Molzbichl, Bichlboden-Musi, FlöZiHaBOk, Flattacher Kirchtagsmusi, Schnittpunktvokal, 47er Musi, Jugendensemble La-Mo, Blechblas                                                              |
| 154   | Zauber der Voralpen – Zwischen Hochschwab und Wienerwald         | 1. November 2008 | Hochschwabgruppe, Wienerwald mit Schöpfl, Araburg, Klein-Mariazell, Kartause Mauerbach, Stift Klosterneuburg | Steirische Tanzlmusi, D’Kiahmöcha, Weisenbläsergruppe St. Georgen am Reith, Ybbstaler Streich, Niederer Buam, Miesenbacher Harmonikaduo, Wienerwald Viergesang, Klosterneuburger Geigenmusi, Stadtkapelle Klosterneuburg.           |
| 155   | Fernes Tirol – Im Tiroler Außerfern                              | 8. Dezember 2008 | Allgäuer- und Lechtaler Alpen, Außerfern, Haldensee, Burg Ehrenberg, Exklave Jungholz                        | Bürgermusikkapelle Höfen, Klausenwald Musi, Männergesangsverein Alpenklang-Nesselwängle, Tuttenmusig, Niedersonthofer Singfehla, Raffelemusik, Hüttlinger-Milz, Rainer Hausmusig, Schlossanger Geigenmusig, ELMER-b-Lech Sänger     |

## 2009
| Folge | Titel                                                           | Erstausstrahlung | Handlungsorte | Beteiligte Interpreten |
| ----- | --------------------------------------------------------------- | ---------------- | --- | --- |
| 156   | Von der Römerzeit zum Almfrieden – Zwischen Enns und Hengstpass | 11. Juni 2009    | Sengsengebirge, Reichraminger Hintergebirge, Nationalpark Kalkalpen, Basilika Enns-Lorch, Stift Gleink, Stift Garsten                    | Linzer Blechbläserensemble, Weinbergmusi, Grad und Vakeadt, Mollner Maultrommler, Flügelhorntrio SeBeSte, Kogler-Dirndln, Dürnbachler Hausmusik, Eisenwurzen 4Gesang, Römerfeldmusik              |
| 157   | Unendliche Vielfalt – Von Deutschlandsberg zu den Steiner Alpen | 15. August 2009  | Burg Deutschlandsberg, Schloss Hollenegg, Stift St. Paul im Lavanttal, Werner-Berg-Museum, Klopeiner See, Steiner Alpen, Bad Eisenkappel | Packsattl Blos, Sulmtaler Tanzlmusi, MCV & gem. Chor Maria Rojach, Jauntaler Streich, St. Pauler Flötenmusi, Gemischter Chor Kühnsdorf, Ensemble Karawanke, Kvartet Jutro, Geschwister Lippusch   |
| 158   | Vom Nutzen der Schönheit – In den Hohen Tauern                  | 8. Dezember 2009 | Felbertal, Amertal, Granatspitzgruppe, Stubachtal, Kaprunertal, Kraftwerksgruppen Stubachtal und Kaprun, Großglockner-Hochalpenstraße    | Bürgermusik Mittersill, Männerquartett Mittersill, Alt Matreier Tanzmusik, Muaßbachmusi, Uttendorfer Trommelreitmusi, Weisenbläser der Glocknermusikanten, Gspusi Musi, Kirchenchor Heiligenblut. |

## 2010
| Folge | Titel                                                 | Erstausstrahlung   | Handlungsorte | Beteiligte Interpreten |
| ----- | ----------------------------------------------------- | ------------------ | --- | --- |
| 159   | Der Weite Bogen – Vom Joglland über die Bucklige Welt | 5. Jänner 2010     | Joglland, Stift Vorau, Freilichtmuseum Vorau, Bucklige Welt, Kirchschlag, Günser Gebirge, Fürstenfeld                      | Zahoradska Banda, Stadtkapelle Fürstenfeld, Bäuerinnenchor Kirchschlag, Lafnitztaler Musikanten, Die Steirische Streich, Pinggauer 4Xang, Regös Volksmusikgruppe, Edlitzer Weisenbläser                                                      |
| 160   | Das Beste vom Besten – Klingendes Österreich aus Graz | 3. Juni 2010       | Rückblicksendung, aus Graz                                                                                                 | |
| 161   | Donauberge – Zeitlos und Ruhevoll                     | 11. September 2010 | Strengberge, Kollmitzberg, Ostrong, Schloss Wallsee, Jauerling, Tierpark Stadt Haag                                        | Mostviertler Birnbeitler, Hasale Musi, Tutto Lo Di, Musikverein Saxen, Hausbergmusi, Familienmusik Zehetner, Kirchen- und Volksliedchor Maria Laach, Primus Brass                                                                            |
| 162   | Vom Inn zur Etsch – Landeck-Engadin-Vinschgau         | 23. Oktober 2010   | Tiroler Oberland, Schloss Landeck, Burg Laudegg, Unterengadin, Sesvennagruppe, Vinschgau, Reschensee, Schloss Sigmundsried | Stadtmusikkapelle Landeck, Huangartler, Nauderer Schupfamusi, Bichl Musi, Ils Fränzlis Da Tschlin, Chapella Tasna, Burgeiser Viergesang, Vinschger Tanzlmusikanten                                                                           |
| 163   | Im Schutz der Tauern – Von Obertauern bis Murau       | 8. Dezember 2010   | Niedere Tauern, Obertauern, Porsche Automuseum Gmünd, Krakau, Murau                                                        | Tannkopp’n Musi, Mauterndorfer Tanzlmusi, Pfacher 4er Blech, Männergesangsverein Gmünd, Bürgermusik und Bürgerliches Schützenkorps Tamsweg, Lungauer Lehrermusi, Perstl Viergesang, Wintergarten Musi, Musikverein Stadtkapelle, Garde Murau |

## 2011
| Folge | Titel                                                              | Erstausstrahlung | Handlungsorte | Beteiligte Interpreten |
| ----- | ------------------------------------------------------------------ | ---------------- | --- | --- |
| 164   | Im Frieden der großen Berge – In Bayern und Tirol                  | 14. Mai 2011     | Kaisergebirge, Chiemgauer Alpen, Erl, Fohlenhof Ebbs, Birkenstein bei Fischbachau, Sudelfeld, Wendelstein                                                            | Ebbser Kaiserklang, Bundesmusikkapelle Erl, Kirnstoaner Tanzlmusi, quartett.kultur, Reisacher Viergesang, Lindmair Dreigesang, Flintsbacher Saitenbläser, Kieferer Gießenbachklang, Wendlstoana Buam |
| 165   | Vom großen Werk zum großen Berg – Steyrermühl, Gmunden, Traunstein | 23. Juni 2011    | Papierfabrikation in Steyrermühl, Traun- und Atterseer Flyschberge, Pfarrkirche Gampern, Traunstein, Traunsee, Schloss Cumberland, Gmunden                           | Hongar Saitenmusi, Werkskapelle Steyrermühl, Buchberg Musi, Köcker Musi, Frankenburger Dreigesang, Krauhölzl Musi, Doppelquartett Edelweiß, Pinsdorfer Weisenbläser                                  |
| 166   | Hohe Wege – Wallfahrt und Wanderung                                | 6. August 2011   | Wallfahrtskirche Maria Schnee (Maria Luggau), Sprachinsel Sappada, Lesachtal, Nostra, Sankt Lorenzen im Lesachtal                                                    | Seespitzler, Pixner Trio, Kirchenchor Maria Luggau, Bläserquartett Maria Luggau, Quintett St. Lorenzen, Familienmusik Lexer, Trachtenkapelle Liesing, Veronika Unterweger, Lesachtaler StreichXang   |
| 167   | Im Rebenland – Zwischen Stainz und Leibnitz                        | 1. November 2011 | Stainz, Nekropole am Burgstallkogel, Schloss Gleinstätten, Schloss Ottersbach, Schloss Ehrenhausen, Flavia Solva, Kirche zum Heiligen Geist am Osterberg, Seggauberg | Marktmusikkapelle Stainz, Stainz-Pur, Sängerrunde Oberhart, Florianer Tanzbodenmusi, Margrets Musi, Svečinski Nonet, Familienmusik Gürtl, Leibnitzer Hochzeitsmusi                                   |

## 2012
| Folge | Titel                                                                 | Erstausstrahlung  | Handlungsorte | Beteiligte Interpreten |
| ----- | --------------------------------------------------------------------- | ----------------- | --- | --- |
| 168   | Die Pala – Dolomitenberge im alten Österreich                         | 31. März 2012     | Palagruppe, Fleimstal, Predazzo, Primör, Canale d’Agordo, Schloss Welsperg                                                           | afzaitn, Musikkapelle Montan, Männergesangsverein Truden, Bläsergruppe der Musikkapelle Truden, Geschwister Schwingshackl, Oberrainer Dreigesang, Die Nepomuckla                                                                        |
| 169   | Ein Weg nach Österreich – Von Passau nach Ostarrichi                  | 17. Mai 2012      | Passau, Dom St. Stephan, Erlebniswelt Granit Plöcking, Stift Wilhering, Schloss Puchberg, Basilika Sonntagberg, Neuhofen an der Ybbs | Marktmusikkapelle St. Marienkirchen an der Polsenz, Familienmusik Hoffmann, Domkapellmeister Gerhard Merkl, Domchor Passau, Dumfart Trio, Geigenmusi Kiesenhofer, Parforcehornensemble Windhag, Ybbsitzer Männerquartett, Hausmannskost |
| 170   | Über's Hochkreuz – Villacher Alpe - Kreuzeckgruppe - Sadnig - Hochtor | 18. August 2012   | Dobratsch, Villacher Alpenstraße, Goldeck, Kreuzeckgruppe, Sadnig, Großglockner-Hochalpenstraße                                      | Knopf an Knopf verschärft, Klan Kariert, Schwarzwandmusi, 5er Gspon, Terzett Mundwerk, Die Almrauschigen, Gesangsquartett der Glocknermusikanten, Pinzga Blech                                                                          |
| 171   | Ritterland – Pusterwald-Judenburg-Friesach                            | 24. November 2012 | Pusterwald, Burgruine Frauenburg, Seetaler Alpen, Schloss und Burgruine Liechtenstein, Maria Buch, Burgruine Dürnstein, Friesach     | Summa Summarum Steirisch, Eberhard Kummer, Trachtenmusikkapelle Reifling, Chilli da Mur, Hausmusik Fössl, MGV Weisskirchen, Müller Diandl’n mit Matthias, Volksmusik Asprian                                                            |

## 2013
| Folge | Titel                                                    | Erstausstrahlung | Handlungsorte | Beteiligte Interpreten |
| ----- | -------------------------------------------------------- | ---------------- | --- | --- |
| 172   | Keltenwelt – Zwischen Dürrnberg und Buchberg             | 2. März 2013     | Dürrnberg, Keltenmuseum Hallein, Salzachöfen, Eisriesenwelt, Festung Hohenwerfen, Tennengebirge                                                                                  | Hochwies Klarinettenmusi, Salz-Steirer Viergesang, Göllwurz’n Musi, Werksmusikkapelle Tenneck, Harmonia Variabilis, Hubertus Dreigesang, Pongauer Sonntagsmusi                                                          |
| 173   | Das große Land - Zwischen Riesenrad und Kellergassen     | 1. Juni 2013     | Wien und Umgebung: Kirche am Steinhof, Leopoldsberg, Wiener Riesenrad, Sender Bisamberg, Eisenbahnmuseum Strasshof, Museumsdorf Niedersulz, Schloss Grafenegg, Schloss Schönborn | Neue Wiener Concert Schrammeln, Cornelia Mayer, Ö-Streich, Singkreis Matzen, Weinviertler Mährische Musikanten, Zistersdorfer Terzett, Niederösterreichische Tonkünstler, Klangvierterl, Musikverein Feuersbrunn-Wagram |
| 174   | Wege durch die Zeiten – Hemmaland und Nockalm in Kärnten | 15. August 2013  | Gurktaler Alpen, Schloss Straßburg, Dom zu Gurk, Nockberge, Nockalmstraße | Kärntner Weisenbläser, Kärntner Viergesang, Holzblech, Kärntner Harfenklang, MGV Gurk, Bauernkapelle Isopp, 2 und 2 Musi, Gurktaler Viergesang, de V(a)lott’n                                                           |
| 175   | Heimatberge – Zwischen Lammertal und Zwieselalm          | 1. November 2013 | Tennengebirge, Lammertal, Gosaukamm, Gosau, Annaberg-Lungötz, | St. Martiner Tanzlmusi, Annaberger Alphornbläser, Burgberger Dreigesang, Unteraumusikanten, Flügelhornduo der Trachtenmusikkapelle Abtenau, Familienmusik Steiner, Schuasterl Dreig’sang, Goiserer Klarinettenmusi      |

## 2014
| Folge | Titel                                                      | Erstausstrahlung | Handlungsorte | Beteiligte Interpreten |
| ----- | ---------------------------------------------------------- | ---------------- | --- | --- |
| 176   | Inmitten stiller Berge – Vom Tirolerkogel bis Mürzzuschlag | 12. März 2014    | Ötscher, Tirolerkogel, Schneealpe, Stift Neuberg, Mürzzuschlag, Wintersportmuseum                                                                 | Türnitzer Tanzlmusi, TexSinger Dreier, Frohnberger Ziachmusi, Die picksiaßn Hözln, Unterdörfler, Grünbacher Bläserquartett, Neuberger Wirtshaustrio, Spafudla, Werkskapelle „Böhler“ Mürzzuschlag-Hönigsberg mit dem Eisenbahner Musikverein Mürzzuschlag |
| 177   | Innsbruck                                                  | 28. Juni 2014    | Innsbruck und Umgebung: Goldenes Dachl, Hungerburgbahn, Hofkirche, Das Tirol Panorama, Schloss Ambras, Bergiselschanze, Nordkettenbahn            | Schneiderhäusl-Musig, Holadrei-Gsang, Michl Trio, Tiroler Kirchtagsmusig, Die Vielsaitigen, Hattinger Dreigesang, Familie Waldauf, Stadtmusikkapelle Wilten                                                                                               |
| 178   | Talein-Talaus – Im Großarl- und Gasteinertal               | 23. August 2014  | Liechtensteinklamm, Großarltal, Kötschachtal, Gasteinertal, Weitmoserschlössl, Hotelanlagen der Belle Époque in Bad Gastein, Gasteiner Wasserfall | Schlosshof Tanzlmusi, Großarler Stubnmusi, Großarler Almgsang, Tal-Berg Musi, Salzburger Knittelbeißer, Gasteiner Viergesang, fraiss.saiten, Strochner Böhmische                                                                                          |
| 179   | Murstrand und Felswand: Leoben – Hochschwab                | 1. November 2014 | Leoben, Bruck an der Mur, Hochschwabgebiet, Tragöß, Grüner See, Aflenz Kurort, Burg Schachenstein, Burg Oberkapfenberg                            | Werkskapelle voestalpine Donawitz, Kobenzer Streich, Sonntagsmusi, Parschluger Weisenbläser, ZitherDrei, Brandl Sänger, Hartl Musi, Rößl Dreigesang, Murbodna Banda                                                                                       |

## 2015
| Folge | Titel                                                     | Erstausstrahlung | Handlungsorte | Beteiligte Interpreten |
| ----- | --------------------------------------------------------- | ---------------- | --- | --- |
| 180   | Die Mattig – Von Ursprung zur Mündung                     | 21. März 2015    | Schloss Ursprung, Trumer Seen, Filialkirche Gebertsham, Museum für den Riesen von Lengau, Schloss Pfaffstätt, Mattigtal, Mattighofen, Braunau am Inn              | Rotofenmusi, Haunsberg Musi, Viagstoed, Familie Plainer, Zeche Freihub, Uttendorfer Sängerinnen, Unterhartberger Musikanten, Innviertler Wirtshausmusi                |
| 181   | Zweimal Österreich – Zwischen Gloggnitz und Forchtenstein | 13. Juni 2015    | Gloggnitz, Semmeringbahn, Maria Schutz, Hermannshöhle, Bucklige Welt, Pfarrkirche Scheiblingkirchen, Pfarrkirche Edlitz, Pfarrkirche Bromberg, Burg Forchtenstein | Burg-Bläser, Wechselspielleut, novaVocalitas, Steirergsindl, Wechselsoatnmusi, Umiwechsler Klarinettenmusi, Salterina, Blaskapelle Wiederlich                         |
| 182   | Zwischen Inn und Ziller                                   | 15. August 2015  | Rattenberg, Schloss Matzen, Burg Lichtenwerth, Museum Tiroler Bauernhöfe, Jenbacher Museum, Bahnhof Jenbach, Bruck am Ziller                                      | Tiroler Festtagmusig, Mayr-G´sång, Kathrein Musig, Der Harte Kern, 4kleemusig, Familienmusik Arzberger, Schlitterer Sänger, Bundesmusikkapelle Bruck am Ziller        |
| 183   | Ober- und unterirdische Wunderwelten                      | 17. Oktober 2015 | Maria Pöllauberg, Grazer Bergland, Weizklamm, Katerloch, Grasslhöhle, Lurgrotte, Annakirche (Passail), Frohnleiten                                                | Pöllauberger Vierkant, 3-fach zithrig, Vorauer Knopferlduo, Männerquartett Berger, konsGeiger, Birkfelder5, Chor der Pfarrkirche Frohnleiten, Musikverein Frohnleiten |

## 2016
| Folge     | Titel                                                                              | Erstausstrahlung | Handlungsorte | Beteiligte Interpreten |
| --------- | ---------------------------------------------------------------------------------- | ---------------- | --- | --- |
| 184       | Land des einsamen Riesen – Unterwegs im Gail- und Gitschtal                        | 9. April 2016    | Gailtaler Alpen, Reißkofel, Freilichtmuseum Vorau, GeoPark Karnische Alpen in Dellach, Gurina, Karnischer Kamm, Schloss Lerchenhof, E.T.-Compton-Hütte | Singgemeinschaft Kötschach-Mauthen, Mauthner Kirchtagmusi, ABC-Familie, Weisenbläser der TK Alpenrose Waidegg, unerhört, 4tissimo, Trachtenkapelle Wulfenia, KnittlStreich                                                 |
| 185       | Vom Herrenschloss zum Bauernhof – Zwischen Eggenberg und Stübing in der Steiermark | 30. Juli 2016    | Graz u. Umgebung: Fürstenstand, Schloss Eggenberg, Burg Plankenwarth, Österreichisches Freilichtmuseum in Kleinstübing                                 | Neue Hofkapelle Graz, Familienmusik Anhofer, Liebochtaler Tanzgeiger, Brennhof-Musi, Steirer Dreier, Musikverein Groß-Stübing, die Sandler, Steirischer Schwung                                                            |
| keine Nr. | 30 Jahre „Klingendes Österreich“ – Sepp Forcher schaut zurück                      | 30. Juli 2016    | Bad Aussee, der Mittelpunkt Österreichs - Sondersendung zum 30-jährigen Serienjubiläum                                                                 | |
| 186       | Silber und Salz – Die Städte Schwaz und Hall in Tirol                              | 15. August 2016  | Silberbergwerk Schwaz, Salzbergbau in Hall in Tirol,                                                                                                   | Knappenmusik Schwaz, Unterinntaler Volksmusikanten, Geschwister Huetz, Stimmpfeffer, Franz Posch & seine Innbrüggler, Harfenduo Saringer-Seiwald, Vokalensemble Cantilena Tyrolensia, Speckbacher Stadtmusik Hall in Tirol |
| 187       | Von Prandegg bis Persenbeug                                                        | 1. November 2016 | Mühl-, Waldviertel, Burgruine Prandegg, Yspertal, Persenbeug-Gottsdorf, Schloss Persenbeug                                                             | Weinbergmusi, Mühlviertler Dreier, 4 d’Leit, Geigenmusi Kiesenhofer, Schnopsidee, Kirchenchor Schönbach, Dreimäderlhaus, Musikverein Persenbeug Gottsdorf-Hofamt Priel                                                     |

## 2017
| Folge | Titel                                                                     | Erstausstrahlung | Handlungsorte | Beteiligte Interpreten |
| ----- | ------------------------------------------------------------------------- | ---------------- | --- | --- |
| 188   | Tauernzauber – Von Unterzeiring zum Großen Bösenstein                     | 1. April 2017    | Wölzer-, Rottenmanner- und Triebener Tauern: Hohentauernpass, Schloss Hanfelden und Schaukraftwerk Neuper in Unterzeiring, Toleranzbethaus St. Johann, Pfarrkirche St. Oswald, Naturerlebnispark Keltenberg, Scheibelseen, Großer Bösenstein | Fensterguckermusi, Laßnitzer Viergesang, 4 Buam, Murtaler Streich, Fuchsthaller Saitnmusi, KaSiMo, Wetterlochblas, Familienmusik Huber                                                                  |
| 189   | Im Mondseeland – Im oberösterreichischen Salzkammergut klingend unterwegs | 17. Juni 2017    | Mondseeland: ehem. Salzkammergut-Lokalbahn, Kloster Mondsee, Basilika St. Michael, Irrsee, Pfarrkirche St. Wolfgang mit dem Pacher-Altar, | Bürgermusikkapelle Mondsee mit Musikkapelle Tiefgraben, Kammerl Quartett, Oberwang Hoch 3, Schlosshof Musi, Wolfganger Klarinettenmusi, Sängerrunde Drachenwand, Tenorhorntrio Tiefgraben, Irrseebläser |
| 190   | Eine Südtiroler Wallfahrt – Über das Gampenjoch zum Nonsberg              | 15. August 2017  | Nonsberggruppe, Deutschnonsberg, Unsere Liebe Frau im Walde, St. Felix, Kloster San Romedio, Lana | Bürgerkapelle Lana, Kondl’n & Tepf, Nalser Dreigesang, Familienmusik Huber, Prissianer Weisenbläser, Geschwister Pichler, 4blosn, Ultner 5 Gsång                                                        |
| 191   | Der Untersberg und die Sage vom Kaiser Karl                               | 1. November 2017 | Untersberg, Zeppezauerhaus, Schloss Leopoldskron, Grödig, Berchtesgaden, Wallfahrtskirche Maria Gern, Pfarrkirche Großgmain, Salzburger Freilichtmuseum, Birnbaum auf dem Walserfeld                                                         | Weißenbacher Tanzlmusi, Junge Ramsauer Sänger, Harfenduo Steiner-Schroll, Rotofenmusi, Lockstoa-Musi, Wiesberger Dreigesang, Trachtenmusikkapelle Wals, Historische Landwehrschützen Wals               |

## 2018
| Folge | Titel                                                                                             | Erstausstrahlung | Handlungsorte | Beteiligte Interpreten |
| ----- | ------------------------------------------------------------------------------------------------- | ---------------- | --- | --- |
| 192   | Kulturjubel – 650 Jahre Österreichische Nationalbibliothek in Wien                                | 28. April 2018   | Österreichische Nationalbibliothek Wien                                                                                                  | Styrian Brass, Grenzlandchor Arnoldstein, Die Tanzgeiger, Die 16er Buam, Mozart Quintett Salzburg, Stallberg Musikanten, Pflerer Gitschn, Harfenduo Außerlechner-Strasser, Jung's Blech, Lala Vocalensemble |
| 193   | An den Grenzen: Steiermark – Ungarn – Burgenland                                                  | 9. Juni 2018     | Riegersburg, Bad Gleichenberg, Mogersdorf, Szentgotthárd, Ják                                                                            | Dampflgeiger, Praßl Musi, Spielmusik Potzmann, Lockenhauser Tåg- & Nåchtmusi, da blechhauf'n, Familie Pichler, Kolo Slavuj, Die Buchgrabler                                                                 |
| 194   | Im Pustertal: Von der Lienzer Klause in Osttirol zum Pragser Wildsee in Südtirol                  | 15. August 2018  | Pustertal | Osttiroler Geigenmusig, Duo Girstmair-Weger, Villgrater Viergesang, NordOst Saitig, Südtiroler 6er Musig, Kleablattl, BrunVerdi Trio, Musikkapelle Niederdorf, Schützenkompanie Johann Jäger Niederdorf     |
| 195   | Viertel und Winkel in Oberösterreich und Bayern: alte, neue und verkehrte Welt an Salzach und Inn | 1. November 2018 | Innviertel, Südostbayern: Ibmer Moor, Geretsberg, Wildshut, Tittmoning, Laufen (Salzach), Rupertiwinkel, Mühldorf am Inn, Braunau am Inn | Innviertler Wadlbeißer, Innviertler Geigenmusi, Braunauer Dreigesang, Stadtkapelle Tittmoning, Chor der Stadtpfarrkirche St. Nikolaus, Kirchleitn Soatnmusi, Zirbelstubn Musi, Blechscheidl Musi            |

## 2019
| Folge | Titel                                                                 | Erstausstrahlung | Handlungsorte                                                                                              | Beteiligte Interpreten |
| ----- | --------------------------------------------------------------------- | ---------------- | --- | --- |
| 196   | Vorarlberg - Alte Kultur im Ländle                                    | 11. Mai 2019     | Vorarlberg: Montafon, Silvretta, Großes Walsertal, Bregenzerwald                                           | Familienmusik Tschohl, Harmoniemusik Schruns, Brazer Okarinamusig, Dreigesang „echtstimmig“, Aaron Pilsan, Messis Cellogruppe, Wilma und Evelyn Fink, Familienmusik Bär             |
| 197   | Tulln - Geras - Drosendorf: Hochkultur zwischen Donau, Kamp und Thaya | 15. Juni 2019    | Niederösterreich: Tulln an der Donau, Kamptal, Horn, Stift Geras, Drosendorf-Zissersdorf                   | Mostviertler BlechMusikanten, Brüder Berger, Vokalensemble Vocation, Römerfeld Musi, Militärmusik Niederösterreich, Dürnbachler Hausmusik, Seidler Trio, Pfiffikus                  |
| 198   | Großartiges Kärnten - Von der Landskron zur Hochosterwitz             | 15. August 2019  | Kärnten: Gerlitzen, Burg Landskron, Wachsenberg bei Feldkirchen, Maria Saal, Viktring, Schloss Frauenstein | BlechSaitn Musi, Saitenklauber, Klang3, H-Trio, KonseQuent, Dirnei3, Kammerchor Klagenfurt Wörthersee, Glantaler Blasmusik Frauenstein                                              |
| 199   | Der Weg zum Herzen                                                    | 1. November 2019 | Steiermark: Naturpark Zirbitzkogel-Grebenzen, Stift St. Lambrecht, Erzberg                                 | Steirische Blas, Innerberger Dreigesang, Streichholz Musi, Gitarrenmusi der Ausseer Bradlmusi, Brodjaga Musi, Zwanzleitner Musi, Schnodabixn, Musikverein Bergmusikkapelle Eisenerz |

## 2020
| Folge | Titel                                        | Erstausstrahlung | Handlungsorte                                     | Beteiligte Interpreten |
| ----- | -------------------------------------------- | ---------------- | ------------------------------------------------- | --- |
| 200   | Die große Liebe – Mein Klingendes Österreich | 21. März 2020    | Alle neun Bundesländer Österreichs sowie Südtirol | Wengerboch Musi (Salzburg), Diatonische Expeditionen (Oberösterreich), Parforcehorn-Ensemble Windhag (Niederösterreich), Neue Wiener Concert Schrammeln (Wien), QuartArt (Burgenland), Die Steirische Streich (Steiermark), Volksliedchor Feldkirchen (Kärnten), Alpenlandler Musikanten (Tirol), Ingsungo (Vorarlberg), Bürgerkapelle Gries (Südtirol) |